# 1928
| [ Edytuj tabelę ]                                                | |
| Prezydent Polski                                                 | - 1926 Ignacy Mościcki 1939 |
| Premier Polski                                                   | - 1926 Józef Piłsudski 1928 - 1928 Kazimierz Bartel 1929                                                                                    |
| Król Afganistanu                                                 | - 1919 Amanullah Chan 1929 |
| Premier Afganistanu                                              | - 1927 Sardar Szir Ahmad 1929 |
| Król Albanii                                                     | - 1928 Ahmed Zogu 1939 |
| Prezydent Albanii                                                | - 1925 Ahmed Zogu 1928 |
| Premier Albanii                                                  | - 1928 Kosta Kotta 1930 |
| Współksiążęta Andory                                             | - 1920 Justí Guitart i Vilardebó 1940 - 1924 Gaston Doumergue 1931                                                                          |
| Prezydent Argentyny                                              | - 1922 Marcelo Torcuato de Alvear 1928 - 1928 Hipólito Yrigoyen 1930                                                                        |
| Premier Australii                                                | - 1923 Stanley Bruce 1929 |
| Prezydent Austrii                                                | - 1920 Michael Hainisch 1928 - 1928 Wilhelm Miklas 1938                                                                                     |
| Kanclerz Austrii                                                 | - 1926 Ignaz Seipel 1929 |
| Król Belgów                                                      | - 1909 Albert I 1934 |
| Premier Belgii                                                   | - 1926 Henri Jaspar 1931 |
| Król Bhutanu                                                     | - 1926 Jigme Wangchuck 1952 |
| Prezydent Boliwii                                                | - 1926 Hernando Siles Reyes 1930 |
| Prezydent Brazylii                                               | - 1926 Washington Luiz Pereira de Souza 1930                                                                                                |
| Sułtan Brunei                                                    | - 1924 Ahmad Tajuddin 1950 |
| Car Bułgarii                                                     | - 1918 Borys III 1943 |
| Premier Bułgarii                                                 | - 1926 Andrej Lapczew 1931 |
| Prezydent Chile                                                  | - 1927 Carlos Ibáñez del Campo 1931 |
| Prezydent Chin                                                   | - 1927 Zhang Zuolin 1928 - 1928 Czang Kaj-szek 1931                                                                                         |
| Prezydent Czechosłowacji                                         | - 1918 Tomáš Masaryk 1935 |
| Premier Czechosłowacji                                           | - 1926 Antonín Švehla 1929 |
| Król Danii                                                       | - 1912 Chrystian X 1947 |
| Premier Danii                                                    | - 1926 Thomas Madsen- Mygdal 1929 |
| Dalajlama                                                        | - 1878 Thubten Gjaco 1933 |
| Prezydent Dominikany                                             | - 1924 Horacio Vásquez 1930 |
| Władca Egiptu                                                    | - 1917 Fu’ad I 1936 |
| Premier Egiptu                                                   | - 1927 Abd al-Chalik Sarwat 1928 - 1928 Mustafa an-Nahhas 1928 - 1928 Muhammad Mahmud 1929                                                  |
| Prezydent Ekwadoru                                               | - 1926 Isidro Ayora 1931 |
| Premier Estonii                                                  | - 1927 Jaan Tõnisson 1928 - 1928 August Rei 1929                                                                                            |
| Cesarz Etiopii                                                   | - 1916 Zeuditu (cesarzowa) 1930 |
| Premier Etiopii                                                  | - 1927 Ras Tafari Makonnen 1936 |
| Prezydent Finlandii                                              | - 1925 Lauri Kristian Relander 1931 |
| Premier Finlandii                                                | - 1927 Juho Sunila 1928 - 1928 Oskari Mantere 1929                                                                                          |
| Prezydent Francji                                                | - 1924 Gaston Doumergue 1931 |
| Premier Francji                                                  | - 1926 Raymond Poincaré 1929 |
| Prezydent Senatu Wolnego Miasta Gdańska                          | - 1920 Heinrich Sahm 1931 |
| Prezydent Grecji                                                 | - 1926 Pawlos Kunduriotis 1929 |
| Prezydent Gwatemali                                              | - 1926 Lázaro Chacón 1931 |
| Prezydent Haiti                                                  | - 1922 Louis Borno 1930 |
| Król Hiszpanii                                                   | - 1886 Alfons XIII 1931 |
| Premier Hiszpanii                                                | - 1923 Miguel Primo de Rivera 1930 |
| Król Holandii                                                    | - 1890 Wilhelmina 1948 |
| Premier Holandii                                                 | - 1926 Dirk Jan de Geer 1929 |
| Prezydent Hondurasu                                              | - 1925 Miguel Paz Barahona 1929 |
| Szach Iranu                                                      | - 1925 Reza Szah Pahlawi 1941 |
| Premier Iranu                                                    | - 1927 Mehdi Gholi Hedajat 1933 |
| Władca Indii                                                     | - 1910 Jerzy V 1936 |
| Król Irlandii                                                    | - 1910 Jerzy V 1936 |
| Premier Irlandii                                                 | - 1922 William Thomas Cosgrave 1932 |
| Cesarz Japonii                                                   | - 1926 Hirohito 1989 |
| Premier Japonii                                                  | - 1927 Giichi Tanaka 1929 |
| Premier Jugosławii                                               | - 1927 Velimir Vukićević 1928 - 1928 Anton Korošec 1929                                                                                     |
| Premier Kanady                                                   | - 1926 William Lyon Mackenzie King 1930 |
| Emir Kataru                                                      | - 1913 Abd Allah ibn Kasim Al Sani 1949 |
| Prezydent Kolumbii                                               | - 1926 Miguel Abadía Méndez 1930 |
| Patriarcha Konstantynopola                                       | - 1925 Bazyli III 1929 |
| Gubernator Korei (okupacja japońska)                             | - 1927 Hanzō Yamanashi 1929 |
| Prezydent Kostaryki                                              | - 1924 Ricardo Jiménez Oreamuno 1928 - 1928 Cleto González Víquez 1932                                                                      |
| Prezydent Kuby                                                   | - 1925 Gerardo Machado 1933 |
| Prezydent Liberii                                                | - 1920 Charles King 1930 |
| Książę Liechtensteinu                                            | - 1858 Jan II Dobry 1929 |
| Premier Liechtensteinu                                           | - 1922 Gustav Schädler 1928 - 1928 Josef Hoop 1945                                                                                          |
| Prezydent Litwy                                                  | - 1926 Antanas Smetona 1940 |
| Premier Litwy                                                    | - 1926 Augustinas Voldemaras 1929 |
| Wielki książę Luksemburga                                        | - 1919 Szarlotta 1964 |
| Premier Luksemburga                                              | - 1926 Joseph Bech 1937 |
| Prezydent Łotwy                                                  | - 1927 Gustavs Zemgals 1930 |
| Premier Łotwy                                                    | - 1926 Marģers Skujenieks 1928 - 1928 Pēteris Juraševskis 1928 - 1928 Hugo Celmiņš 1931                                                     |
| Premier Malty                                                    | - 1927 Gerald Strickland 1932 |
| Sułtan Maroka                                                    | - 1927 Muhammad V 1953 |
| Prezydent Meksyku                                                | - 1924 Plutarco Elías Calles 1928 - 1928 Emilio Portes Gil 1930                                                                             |
| Książę Monako                                                    | - 1922 Ludwik II 1949 |
| Minister stanu Monako                                            | - 1923 Maurice Piette 1932 |
| Przewodniczący Prezydium Małego Churału Państwowego Mongolii     | - 1927 Dżancangijn Damdinsüren 1929 |
| Premier Mongolii                                                 | - 1923 Balingijn Cerendordż 1928 - 1928 Anandyn Amar 1930                                                                                   |
| Król Nepalu                                                      | - 1911 Tribhuvan 1950 |
| Premier Nepalu                                                   | - 1901 Chandra Shumsher Jang Bahadur Rana 1929                                                                                              |
| Prezydent Niemiec                                                | - 1925 Paul von Hindenburg 1934 |
| Kanclerz Niemiec                                                 | - 1926 Wilhelm Marx 1928 - 1928 Hermann Müller 1930                                                                                         |
| Prezydent Nikaragui                                              | - 1926 Adolfo Díaz 1929 |
| Król Norwegii                                                    | - 1905 Haakon VII 1957 |
| Premier Norwegii                                                 | - 1926 Ivar Lykke 1928 - 1928 Johan Ludwig Mowinckel 1931 - 1928 Christopher Hornsrud 1928                                                  |
| Premier Nowej Zelandii                                           | - 1925 Gordon Coates 1928 - 1928 Joseph Ward 1930                                                                                           |
| Sułtan Omanu                                                     | - 1913 Tajmur ibn Fajsal 1932 |
| Prezydent Panamy                                                 | - 1924 Rodolfo Chiari 1928 - 1928 Florencio Harmodio Arosemena 1931                                                                         |
| Papież                                                           | - 1922 Pius XI 1939 |
| Prezydent Paragwaju                                              | - 1924 Eligio Ayala 1928 - 1928 José Patricio Guggiari 1931                                                                                 |
| Prezydent Peru                                                   | - 1919 Augusto B. Leguía 1930 |
| Premier Południowej Afryki                                       | - 1924 Barry Hertzog 1939 |
| Prezydent Portugalii                                             | - 1926 António Óscar de Fragoso Carmona 1951                                                                                                |
| Premier Portugalii                                               | - 1926 António Óscar de Fragoso Carmona 1928 - 1928 José Vicente de Freitas 1929                                                            |
| Król Rumunii                                                     | - 1927 Michał 1930 |
| Premier Rumunii                                                  | - 1927 Vintilă Brătianu 1928 - 1928 Iuliu Maniu 1930                                                                                        |
| Prezydent Salwadoru                                              | - 1927 Pío Romero Bosque 1931 |
| Kapitanowie regenci San Marino                                   | - 1927 Marino Rossi Nelson Burgagni 1928 - 1928 Domenico Suzzi Valli Francesco Pasquali 1928 - 1928 Francesco Morri Melchiorre Filippi 1929 |
| Sekretarz Stanu do spraw Politycznych i Zagranicznych San Marino | - 1918 Giuliano Gozi 1943 |
| Król Serbów, Chorwatów i Słoweńców                               | - 1921 Aleksander I 1929 |
| Prezydent Syrii                                                  | - 1926 Ahmad Nami 1928 - 1928 Tadż ad-Din al-Hasani (p.o.) 1931                                                                             |
| Premier Syrii                                                    | - 1926 Ahmad Nami 1928 - 1928 Tadż ad-Din al-Hasani 1931                                                                                    |
| Prezydent Szwajcarii                                             | - 1928 Edmund Schulthess 1928 |
| Król Szwecji                                                     | - 1907 Gustaw V 1950 |
| Premier Szwecji                                                  | - 1926 Carl Gustaf Ekman 1928 - 1928 Arvid Lindman 1930                                                                                     |
| Król Tajlandii                                                   | - 1925 Prajadhipok 1935 |
| Król Tonga                                                       | - 1918 Salote Tupou III 1965 |
| Premier Tonga                                                    | - 1923 Viliami Tungī Mailefihi 1941 |
| Prezydent Turcji                                                 | - 1923 Mustafa Kemal 1938 |
| Premier Turcji                                                   | - 1925 İsmet İnönü 1937 |
| Prezydent Urugwaju                                               | - 1927 Juan Campisteguy 1931 |
| Prezydent USA                                                    | - 1923 Calvin Coolidge 1929 |
| Prezydent Wenezueli                                              | - 1922 Juan Vicente Gómez 1929 |
| Regent Królestwa Węgier                                          | - 1920 Miklós Horthy 1944 |
| Premier Węgier                                                   | - 1921 István Bethlen 1931 |
| Monarcha Wielkiej Brytanii                                       | - 1910 Jerzy V 1936 |
| Premier Wielkiej Brytanii                                        | - 1924 Stanley Baldwin 1929 |
| Cesarz Wietnamu                                                  | - 1926 Bảo Đại 1945 |
| Król Włoch                                                       | - 1900 Wiktor Emanuel III 1946 |
| Premier Włoch                                                    | - 1922 Benito Mussolini 1943 |
| Przywódca ZSRR                                                   | - 1924 Józef Stalin 1953 |
| Premier ZSRR                                                     | - 1924 Aleksiej Rykow 1930 |

Rok 1928 / MCMXXVIII
stulecia: XIX wiek ~
XX wiek ~
XXI wiek

dziesięciolecia:
1890–1899 •
1900–1909 •
1910–1919 •
1920–1929
• 1930–1939
• 1940–1949
• 1950–1959

lata: 1918 «
1923 «
1924 «
1925 «
1926 «
1927 «
1928
» 1929
» 1930
» 1931
» 1932
» 1933
» 1938

## Wydarzenia w Polsce
- 7 stycznia – powstał Wojskowy Instytut Medycyny Lotniczej w Warszawie.
- 9 stycznia – powstała Liga Ochrony Przyrody.
- 14 stycznia – na boisku Cracovii odbyły się występy indyjskiego fakira Ben-Kuro. Został on zakopany w trumnie na 24 godziny na głębokości 2 m. Po 6 godzinach fakira odkopano, ponieważ zaczął tracić przytomność. Lekarz stwierdził stan częściowego uduszenia. Fakir okazał się w rzeczywistości Polakiem z Pomorza.
- 15 stycznia:
  - otwarcie radiowej rozgłośni regionalnej w Wilnie (piąta rozgłośnia regionalna).
  - Władysław Bończa-Uzdowski został prezesem PZPN.
- 1 lutego – powstał Aeroklub Krakowski.
- 6 lutego – założono Związek Pionierów Kolonialnych.
- 13 lutego – abp Francesco Marmaggi został mianowany nuncjuszem apostolskim w Polsce.
- 15 lutego – w Warszawie utworzono Instytut Badania Koniunktur Gospodarczych i Cen.
- 24 lutego – wydane zostało rozporządzenie prezydenta RP o utworzeniu Biblioteki Narodowej.
- 4 marca – wybory do Sejmu drugiej kadencji.
- 5 marca – powstał Związek Młodzieży Wiejskiej RP „Wici”.
- 7 marca – rozporządzenie prezydenta RP o zniesieniu podziału na przestępców pospolitych i politycznych.
- 11 marca:
  - wybory do Senatu drugiej kadencji.
  - oficjalne otwarcie Warszawskiego Ogrodu Zoologicznego.
- 14 marca – prezydent Ignacy Mościcki wydał dekret o Prawie lotniczym.
- 16 marca – premiera filmu niemego Huragan.
- 19 marca – powstały Państwowe Zakłady Inżynierii.
- 22 marca – powstało przedsiębiorstwo państwowe Polska Poczta, Telegraf i Telefon.
- 27 marca – Sejm pierwszy raz obradował w nowej Sali Posiedzeń.
- 29 marca – weszło w życie rozporządzenie prezydenta Ignacego Mościckiego, wprowadzające nowy wzór godła państwowego Rzeczypospolitej Polskiej autorstwa Zygmunta Kamińskiego oraz ustalające cynober odpowiednikiem koloru czerwieni polskich barw państwowych.
- 2 kwietnia – Straż Celna została zastąpiona przez Straż Graniczną.
- 7 kwietnia – spłonął Teatr Bagatela w Krakowie.
- 1 maja:
  - powstała Śląska Partia Socjalistyczna.
  - ukazał się pierwszy numer „Cechu”, organu prasowego Związku Mazurów.
- 6 maja – do służby wcielono szkuner szkolny ORP „Iskra”.
- 14 maja – powstał klub piłkarski Włókniarz Łódź.
- 17 maja – Polskie Radio nadało słuchowisko Pogrzeb Kiejstuta Witolda Hulewicza, pierwsze napisane oryginalnie dla radia.
- 21 maja – rozpoczęto budowę gmachu Banku Gospodarstwa Krajowego w Warszawie.
- Czerwiec – otwarcie fabryki Ursus pod Warszawą.
- 9 czerwca – w Warszawie biegacz Klemens Biniakowski ustanowił rekord Polski w biegu na 400 m (50,2 s).
- 17 czerwca – otwarto Muzeum Stefana Żeromskiego w Nałęczowie.
- 27 czerwca:
  - z powodu złego stanu zdrowia Józef Piłsudski ustąpił ze stanowiska premiera.
  - powstał czwarty gabinet Kazimierza Bartla.
- 28 czerwca – Kazimierz Bartel został po raz czwarty premierem RP.
- 30 czerwca – w Warszawie, sprinterka Anna Breuer-Mosler ustanowiła rekord Polski w biegu na 100 m (13,0 s).
- 1 lipca – w Warszawie biegaczka Otylia Tabacka ustanowiła rekord Polski w biegu na 800 m (2:30,0 s).
- 31 lipca – w Amsterdamie Halina Konopacka zdobyła dla Polski pierwszy złoty medal olimpijski.
- 19 sierpnia – płotkarz Stefan Kostrzewski ustanowił rekord Polski w biegu na 400 m ppł. (54,6 s).
- 27 sierpnia – Polska podpisała pakt paryski.
- 31 sierpnia – rozpoczęły się IX Mistrzostwa Polski Mężczyzn w lekkiej atletyce.
- 2 września:
  - Stefan Kostrzewski ustanowił 2 rekordy Polski w biegach na: 110 m ppł. (15,9 s) i 800 m (1:57,6 s).
  - sprinter Aleksander Szenajch ustanowił rekord Polski w biegu na 200 m (22,6 s).
- 7 września – rozpoczął się pierwszy wyścig kolarski Tour de Pologne. Trasa liczyła 1491 km i biegła m.in. przez Lwów, Poznań i Kraków. W 10-dniowym TdP wzięło udział 71 kolarzy, a zwycięzcą został Feliks Więcek.
- 9 września – sprinterka Anna Breuer-Mosler ustanowiła rekord Polski w biegu na 200 m (26,8 s).
- 21 września – rozpoczął się czterodniowy strajk 10 tysięcy włókniarzy łódzkich.
- 24 września – Kościół katolicki w Polsce zmienił przysięgę ślubną dla kobiet, usuwając fragment zobowiązujący kobietę do posłuszeństwa mężowi.
- 27 września – ustanowiono Medal Dziesięciolecia Odzyskanej Niepodległości.
- 30 września:
  - w Tarnowie powstał klub sportowy Tarno-Azot (Unia Tarnów)
  - otwarto stadion Polonii Warszawa.
- 4–22 października – strajk powszechny 100 tys. robotników (gł. włókniarzy) okręgu łódzkiego.
- 19 października – Oficerską Szkołę Marynarki Wojennej w Toruniu przemianowano na Szkołę Podchorążych Marynarki Wojennej.
- 28 października – w Bielsku odsłonięto jedyny w międzywojennej Polsce pomnik Gabriela Narutowicza.
- 30 października – założono Centralne Zrzeszenie Klasowych Związków Zawodowych.
- 4 listopada – nowe wybory samorządowe w Szydłowcu, ze względu na nieprawidłowości panujące w urzędzie miasta.
- 7 listopada – w Królewcu Polska i Litwa podpisały układ o małym ruchu granicznym.
- 17 listopada – pierwszy zjazd Polskiego Towarzystwa Ortopedycznego.
- 27 grudnia – powstały Polskie Linie Lotnicze LOT.
- 28 grudnia – założono klub hokejowy KTH Krynica.
- Rozpoczęto budowę linii kolejowej z Gdyni na Śląsk.

## Wydarzenia na świecie
- 1 stycznia – wymiana pieniędzy w Estonii, z marek estońskich na korony estońskie (1 korona estońska = 100 marek estońskich).
- 6 stycznia – papież Pius XI wydał encyklikę Mortalium animos.
- 6–7 stycznia – wylew Tamizy pozbawił życia 14 osób w Londynie.
- 7 stycznia – samolot Po-2 produkcji radzieckiej po raz pierwszy wzniósł się w powietrze.
- 16 stycznia – Lew Trocki został odsunięty przez Stalina od polityki i wpływu na rządy.
- 17 stycznia – OGPU aresztowało Lwa Trockiego w Moskwie.
- 20 stycznia – premiera filmu Październik: 10 dni, które wstrząsnęły światem.
- 31 stycznia – Lew Trocki został zesłany do Ałma-Aty.
- Luty – założono uniwersytet w Kurume w Japonii (Uniwersytet Kurume – jap. 久留米大学).
- 8 lutego – odbył się pierwszy transatlantycki przekaz sygnału telewizyjnego z Londynu do Nowego Jorku.
- 11–19 lutego – w Sankt Moritz w Szwajcarii odbyły się II Zimowe Igrzyska Olimpijskie.
- 12 lutego – w Anglii opady gradu pozbawiły życia 11 osób.
- 28 lutego – indyjski fizyk Chandrasekhara Venkata Raman odkrył tzw. efekt Ramana.
- 12 marca:
  - Malta stała się dominium brytyjskim.
  - w Kalifornii, na północ od Los Angeles, katastrofa zapory wodnej (ang. St. Francis Dam) spowodowała śmierć ponad 600 osób.
- 16 marca – niemiecki astronom Arnold Schwassmann odkrył planetoidę (1303) Luthera.
- 21 marca – Charles Lindbergh został odznaczony przez rząd amerykański Medalem Honoru za przelot samolotem między Ameryką Północną a Europą bez międzylądowań w 1927 r.
- 24 marca – zwodowano japoński ciężki krążownik „Haguro”.
- 26 marca – w Hangzhou w Chinach powstała Narodowa Akademia Sztuki, później przemianowana na Chińską Akademię Sztuki (tradycyjne pismo chińskie: 中國美術學院; uproszczone pismo chińskie: 中国美术学院; pinyin: Zhōngguó Měishù Xuéyuàn).
- 28 marca – podpisano traktat Esguerra-Bárcenas, w którym Nikaragua uznała prawa Kolumbii do archipelagu San Andrés i Providencia, w zamian za uznanie przez Kolumbię praw Nikaragui do Wysp Mangle oraz Wybrzeża Moskitów.
- 1 kwietnia – założono holenderskie przedsiębiorstwo motoryzacyjne DAF Trucks.
- 2 kwietnia – francuski muzyk i wynalazca Maurice Martenot opatentował fale Martenota – jeden z najwcześniejszych instrumentów elektronicznych.
- 9 kwietnia – premiera filmu niemego Anioł ulicy.
- 10 kwietnia – zamachy bombowe podczas wyborów kandydata na prezydenta z ramienia Partii Republikańskiej w Chicago – co najmniej dwóch polityków zostało zamordowanych (ang. Pineapple Primary).
- 12 kwietnia – nieudany zamach bombowy na Benito Mussoliniego w Mediolanie – zginęło 17 osób.
- 12–14 kwietnia – pierwszy przelot transatlantycki z Europy do Ameryki Północnej, z Dublina w Irlandii na wyspę Greenly w Kanadzie.
- 15 kwietnia – australijski lotnik George Hubert Wilkins jako pierwszy osiągnął północny biegun niedostępności.
- 19 kwietnia – wydany został ostatni, 125. fascykuł Oxford English Dictionary.
- 20 kwietnia – w niemieckim Wiesbaden odbyła się premiera opery Porzucenie Ariadny Dariusa Milhauda.
- 22 kwietnia – trzęsienie ziemi w Grecji – 200 tys. budynków zniszczonych w Koryncie.
- 24 kwietnia – wszedł do służby australijski ciężki krążownik HMAS „Australia”.
- 28 kwietnia – Amerykanin Lee Barnes ustanowił rekord świata w skoku o tyczce (4,30 m).
- 3 maja – pod Jinanem w trakcie ekspedycji północnej chińskiego Kuomintangu doszło do bitwy z wojskami japońskimi przysłanymi do ochrony japońskiej osady.
- 6 maja – we Wrocławiu, podczas meczu lekkoatletycznego Niemcy Południowo-Wschodnie – Prusy Wschodnie, Emil Hirschfeld ustanowił rekord świata w pchnięciu kulą wynikiem 15,79 m.
- 10 maja – w Schenectady w stanie Nowy Jork stacja telewizyjna należąca do General Electric – W2XB (dzisiaj WRGB) kanał 6 CBS nadający dla miasta Albany, jako pierwsza rozpoczęła nadawanie regularnego programu telewizyjnego.
- 12 maja – w Stanford Amerykanin Bud Spencer ustanowił rekord świata w biegu na 400 m wynikiem 47,0 s.
- 15 maja:
  - powietrzny ambulans rozpoczął działalność w Australii (ang. Royal Flying Doctor Service of Australia).
  - premiera filmu animowanego Po prostu zwariowany (ang. Plane Crazy), w którym można było zobaczyć po raz pierwszy Myszkę Miki i Myszkę Minnie.
- 17 maja – włoski parlament przyjął faszystowską ordynację wyborczą.
- 17 maja–12 sierpnia – odbyły się Letnie Igrzyska Olimpijskie w Amsterdamie.
- 20 maja:
  - Japonka Kinue Hitomi ustanowiła w Osace rekord świata w skoku w dal (5,98 m).
  - z uszkodzonej cysterny w zakładach chemicznych w Hamburgu wydostało się 11 ton fosgenu, który rozprzestrzenił się na odległość ok. 10 km, powodując śmierć 10 i podtrucia u 300 osób.
- 23 maja – bombowy atak na konsulat włoski w Buenos Aires – 22 osoby zabite i 41 rannych.
- 24 maja – sterowiec „Italia” pod dowództwem Umberto Nobile zdobył biegun północny.
- 25 maja – sterowiec „Italia” rozbił się na biegunie północnym.
- 26 maja – na igrzyskach olimpijskich w Amsterdamie po raz pierwszy dopuszczono kobiety do udziału w zawodach w dyscyplinach lekkoatletycznych.
- 30 maja – wyruszyła ekspedycja ratunkowa na biegun północny, by odnaleźć rozbitków ze sterowca „Italia”.
- 4 czerwca – Prezydent Republiki Chińskiej Zhang Zuolin zginął w katastrofie kolejowej zaaranżowanej przez japoński wywiad.
- 6 czerwca – w brytyjskiej stoczni zwodowano masowiec SS „Wisła”.
- 8 czerwca – Pekin został zajęty przez oddziały Narodowej Rewolucyjnej Armii (國民革命軍) podległej Chińskiej Partii Narodowej (中國國民黨) – koniec rządów notabli wojskowych w mieście.
- 9 czerwca – Charles Kingsford Smith(inne języki) i Charles Ulm(inne języki) na samolocie Fokker F.VII, nazwanym Southern Cross, przelecieli w dniach 31 maja – 9 czerwca po raz pierwszy Pacyfik z Oakland w USA do Brisbane w Australii, z międzylądowaniami na Hawajach i Fidżi, pokonując trasę o długości 12 tys. kilometrów.
- 11 czerwca – rozpoczął się strajk lekarzy w Wiedniu.
- 15 czerwca – uruchomiono komunikację tramwajową w ukraińskim Doniecku.
- 17–18 czerwca – Amerykanka Amelia Earhart została (jako pasażerka) pierwszą kobietą, która przeleciała samolotem nad Atlantykiem.
- 18 czerwca – norweski badacz polarny Roald Amundsen zaginął bez śladu w Arktyce.
- 20 czerwca:
  - w jugosłowiańskim parlamencie Puniša Račić(inne języki), deputowany Serb z Czarnogóry, zastrzelił trzech posłów z opozycji i ranił trzech innych.
  - został założony hiszpański klub piłkarski Real Valladolid.
- 24 czerwca – szwedzki samolot uratował część rozbitków ze sterowca „Italia”, w tym Umberto Nobile. Sowiecki lodołamacz „Krasin” uratował resztę rozbitków 12 lipca.
- 29 czerwca – gubernator stanu Nowy Jork, Alfred E. Smith, jako pierwszy katolik został nominowany przez Partię Demokratyczną na zjeździe w Houston w Teksasie na kandydata na prezydenta USA.
- 1 lipca – w Pradze Czeszka Ludmila Sychrova ustanowiła rekord świata w biegu płotkarskim na 80 m (12,2 s).
- 2 lipca:
  - w Wielkiej Brytanii kobiety, które ukończyły 21 rok życia, otrzymały nieograniczone prawa wyborcze.
  - w Halifaksie Kanadyjka Myrtle Cook ustanowiła rekord świata w biegu na 100 m wynikiem 12,0 s.
- 3 lipca – Londyn: pierwsza transmisja telewizyjna w kolorze.
- 4 lipca – w Filadelfii Amerykanin Morgan Taylor ustanowił rekord świata w biegu na 400 m ppł. wynikiem 52,0 s.
- 12 lipca – w New Jersey meksykański pilot Emilio Carranza(inne języki) zginął w katastrofie lotniczej.
- 14 lipca – w Colombes Francuz Seraphin Martin(inne języki) ustanowił rekord świata w biegu na 800 m wynikiem 1.50,6 s.
- 17 lipca – kleryk z seminarium duchownego, katolicki bojownik José de León Toral(inne języki), dokonał udanego zamachu na prezydenta Meksyku Álvaro Obregóna.
- 18 lipca – otwarto transpirenejską linię kolejową, przebiegającą pod Pirenejami tunelem długości około 8 kilometrów.
- 25 lipca – Stany Zjednoczone wycofały wojska z Chin.
- 31 lipca – na Letnich Igrzyskach Olimpijskich w Amsterdamie Halina Konopacka zdobyła dla Polski pierwszy w historii złoty medal olimpijski, zwyciężając w konkursie rzutu dyskiem.
- 2 sierpnia – w Amsterdamie Niemka Lina Radke ustanowiła rekord świata w biegu 800 m wynikiem 2.16,8 s.
- 15 sierpnia:
  - Piełagieja Szajn odkryła planetoidę Polonia.
  - zwodowano transatlantyk SS Liberté.
- 25 sierpnia – Ahmed Zogu ogłosił się królem Albanii, został koronowany w dniu 1 września.
- 27 sierpnia – podpisanie układu Brianda-Kellogga, traktatu zakazującego prowadzenia wojny napastniczej.
- 29 sierpnia – w Hondurasie został założony klub piłkarski Club Deportivo Motagua.
- 31 sierpnia – odbyła się premiera musicalu Opera za trzy grosze.
- 1 września:
  - Albania została ogłoszona królestwem. Królem został Zog I.
  - pod przewodnictwem lotnika Richarda Byrda z Nowego Jorku wyruszyła wyprawa na biegun południowy.
- 11 września – założono Uniwersytet w Aarhus (Dania).
- 16 września – huragan pozbawił życia co najmniej 2500 osób na Florydzie (1928 Okeechobee Hurricane).
- 19 września – w Nowym Jorku rozpoczęto budowę Chrysler Building.
- 25 września – zostało założone przedsiębiorstwo telekomunikacyjne Motorola.
- 28 września – szkocki biolog Alexander Fleming zauważył, iż wydzielina pędzlaków (Penicillium) wstrzymuje rozwój gronkowców; ustalenie, wraz z Howardem Floreyem i Ernstem Borisem Chainem, substancji czynnej – nazwanej „penicyliną” – przyniosło im w 1945 r. Nagrodę Nobla.
- 1 października – wiceadmirał Erich Raeder mianowany szefem niemieckiego Kierownictwa Marynarki Wojennej.
- 2 października – Josemaría Escrivá założył w Madrycie Opus Dei.
- 7 października – Hajle Syllasje I został koronowany królem Etiopii (negus w języku amharskim „król”, jednak cesarzem został dopiero w 1930 r.).
- 12 października:
  - w szpitalu dziecięcym w Bostonie użyto po raz pierwszy żelaznego płuca, prototypu respiratora.
  - w Moskwie w Centralnym Domu Armii Czerwonej im. Frunzego odbył się pierwszy koncert Chóru Armii Czerwonej, dyrygował Aleksandr Aleksandrow.
- 15 października – sterowiec Graf Zeppelin pomyślnie zakończył swój pierwszy lot transatlantycki, lądując w Lakehurst (New Jersey, USA).
- 28 października – rozpoczęło emisję Radio Lubljana.
- 1 listopada – Turcja przeszła z alfabetu arabskiego na łaciński.
- 6 listopada:
  - w tym dniu w Szwecji rozpoczęto tradycję jedzenia ciasta dla upamiętnienia króla wojownika Gustawa II Adolfa Wazy.
  - republikanin Herbert Hoover pokonał demokratę Alfreda Emanuela Smitha w wyborach prezydenckich w USA.
- 10 listopada – książę Hirohito został 124. cesarzem Japonii.
- 13 listopada – w Moskwie utworzono Instytut Mózgu.
- 18 listopada – premiera jednego z pierwszych dźwiękowych filmów animowanych – Parowiec Willie. W filmie tym można było zobaczyć Myszkę Miki, której głosu użyczył sam Walt Disney.
- 22 listopada – w Paryżu odbyła się premiera baletu Bolero z muzyką Maurice’a Ravela.
- 28 listopada – założono klub piłkarski Persija Dżakarta.
- 5 grudnia – w Cleveland policja rozproszyła uczestników posiedzenia mafii sycylijskiej.
- 6 grudnia – w mieście Ciénaga w Kolumbii wojsko dokonało tzw. „bananowej masakry” nieustalonej do dziś liczby (od 47 do 2000) strajkujących pracowników przedsiębiorstwa United Fruit Company.
- 10 grudnia – Wilhelm Miklas został prezydentem Austrii.
- 13 grudnia – w nowojorskiej Carnegie Hall odbyła się premiera poematu symfonicznego George’a Gershwina Amerykanin w Paryżu.
- 21 grudnia – Kongres Stanów Zjednoczonych zatwierdził plan budowy Zapory Hoovera.
- 25 grudnia – premiera westernu W starej Arizonie.
- 30 grudnia – w hiszpańskim Vigo otwarto stadion Balaídos.
- Coca-Cola rozpoczęła swą działalność na rynku europejskim na Igrzyskach Olimpijskich w Amsterdamie.
- Eliot Ness rozpoczął swą działalność jako dowódca oddziału tzw. Nietykalnych w Chicago.
- Michaił Bułhakow zaczął pisać powieść Mistrz i Małgorzata (ukończył ją w 1940 r.).
- Początek budowy Komsomolska. Trwała do 1935 r.
- W ZSRR rozpoczęcie pierwszej pięciolatki.
- Frederick Griffith przeprowadził eksperyment (transformacja DNA), który pośrednio udowodnił istnienie DNA.
- Niemiecki fizyk Julius Edgar Lilienfeld (urodzony we Lwowie) opatentował zasady działania tranzystora.

## Urodzili się
- 1 stycznia:
  - Ryszard Juszkiewicz, polski prawnik, historyk, polityk, senator RP (zm. 2019)
  - Zofia Perczyńska, polska aktorka (zm. 2017)
  - Ernest Tidyman, amerykański pisarz i scenarzysta (zm. 1984)
  - Jerzy Wiśniewski, polski historyk, genealog, badacz (zm. 1983)
- 2 stycznia:
  - Daisaku Ikeda, japoński pisarz i filozof (zm. 2023)
  - Tadeusz Kłopotowski, polski biochemik, senator RP (zm. 2003)
- 3 stycznia:
  - Theo Hahn, niemiecki krystalograf (zm. 2016)
  - Janusz Tofil, polski architekt, twórca sztuki sakralnej (zm. 2020)
- 4 stycznia:
  - Jan Lenica, polski grafik, karykaturzysta (zm. 2001)
  - Avni Mula, albański śpiewak operowy i kompozytor (zm. 2020)
- 5 stycznia:
  - Zulfikar Ali Bhutto, pakistański polityk, prezydent i premier Pakistanu (zm. 1979)
  - Stefan Kozłowski, polski geolog, polityk (zm. 2007)
  - Walter Mondale, amerykański polityk, wiceprezydent USA (zm. 2021)
  - Qian Qichen, chiński polityk, dyplomata, minister spraw zagranicznych, wicepremier (zm. 2017)
  - Sultan ibn Abd al-Aziz Al Su’ud, saudyjski polityk, książę, następca tronu (zm. 2011)
- 6 stycznia:
  - Capucine, francuska aktorka, modelka (zm. 1990)
  - Józef Hałasa, polski biolog, immunolog, wykładowca akademicki, polityk, senator RP
  - Ewa Lassek, polska aktorka (zm. 1990)
  - Stanisław Sudoł, polski ekonomista, teoretyk zarządzania (zm. 2020)
- 7 stycznia – William Peter Blatty, amerykański pisarz i scenarzysta (zm. 2017)
- 8 stycznia:
  - Ryszard Bacciarelli, polski aktor (zm. 2021)
  - Lucjan Krause, polski fizyk (zm. 2022)
  - Gaston Miron, kanadyjski poeta (zm. 1996)
- 9 stycznia:
  - Judith Krantz, amerykańska pisarka (zm. 2019)
  - Domenico Modugno, włoski piosenkarz (zm. 1994)
- 10 stycznia – Iwan Kapitaniec, rosyjski dowódca wojskowy (zm. 2018)
- 11 stycznia – Henryk Dominiczak, polski historyk
- 12 stycznia – Leokadia Krajewska, polska milicjantka (zm. 2020)
- 14 stycznia:
  - Luis Bambarén, peruwiański duchowny katolicki, biskup Chimbote (zm. 2021)
  - Tadeusz Dominik, polski malarz (zm. 2014)
  - Lars Forssell, szwedzki pisarz, poeta, dramaturg (zm. 2007)
- 15 stycznia – Janusz Bielawski, polski lekarz (zm. 2022)
- 16 stycznia:
  - Bolesław Idziak, polski aktor (zm. 2015)
  - William Kennedy(inne języki), amerykański pisarz, dziennikarz, historyk
  - Stefan Skowronek, polski historyk, archeolog, filolog klasyczny (zm. 2019)
- 17 stycznia:
  - Ryszard Domański, polski geograf ekonomista (zm. 2021)
  - Roman Frister, polsko-izraelski pisarz, dziennikarz i działacz kulturalny (zm. 2015)
- 18 stycznia:
  - Bohdan Ejmont, polski aktor (zm. 2010)
  - Aleksander Paszyński, polski polityk, minister budownictwa (zm. 2001)
  - Franciszek Pieczka, polski aktor teatralny i filmowy (zm. 2022)
  - Henryk Słabek, polski historyk (zm. 2020)
- 19 stycznia – Tomisław Karadziordziewić, królewicz Jugosławii, książę koronny w 1934–1945 (zm. 2000)
- 20 stycznia – Tadeusz Lechowski, polski inżynier (zm. 2022)
- 21 stycznia:
  - Reynaldo Bignone, argentyński polityk (zm. 2018)
  - János Kornai, węgierski ekonomista (zm. 2021)
  - Gene Sharp, amerykański politolog, pisarz i teoretyk rewolucji (zm. 2018)
- 22 stycznia:
  - Jerzy Gryglaszewski, polski inżynier, wynalazca
  - Piotr Proskurin, rosyjski pisarz (zm. 2001)
  - Shōzō Shimamoto, japoński artysta (zm. 2013)
- 23 stycznia:
  - Jeanne Moreau, francuska aktorka (zm. 2017)
  - Tom Schilling, niemiecki tancerz, choreograf
  - Tadeusz Śliwiak, polski poeta (zm. 1994)
- 24 stycznia:
  - Michel Serrault, francuski aktor (zm. 2007)
  - Desmond Morris, brytyjski pisarz, zoolog, malarz
- 25 stycznia:
  - Andrzej Cwojdziński, polski dyrygent, kompozytor i pedagog (zm. 2022)
  - Robert Stiller, polski pisarz (zm. 2016)
  - Eduard Szewardnadze, gruziński polityk (zm. 2014)
- 26 stycznia:
  - Stanisław Koba, polski lekarz i polityk (zm. 2021)
  - Elżbieta Krysińska, polska lekkoatletka, kulomiotka, wioślarka (zm. 2018)
  - Alfons Skowronek, polski ksiądz katolicki (zm. 2020)
  - Roger Vadim, francuski reżyser, scenarzysta i aktor (zm. 2000)
- 27 stycznia:
  - Danuta Adamczewska, polska szachistka (zm. 2007)
  - Hans Modrow, niemiecki polityk, ostatni komunistyczny premier NRD (zm. 2023)
- 28 stycznia:
  - Stefan Cieśliński, polski geolog (zm. 2022)
  - Terence Higgins, brytyjski polityk
  - Irena Szydłowska, polska łuczniczka, trenerka, działaczka sportowa (zm. 1983)
- 29 stycznia:
  - Joseph Kruskal, amerykański matematyk i statystyk (zm. 2010)
  - Fritz Morf, szwajcarski piłkarz (zm. 2011)
  - Jadwiga Puzynina, polska językoznawczyni (zm. 2025)
  - Helena Stępień, polska filolog, polityk, poseł na Sejm PRL (zm. 2017)
  - Jan Wołek, polski polityk, rolnik, samorządowiec, poseł na Sejm II kadencji (zm. 2010)
- 30 stycznia – Hal Prince, amerykański producent i reżyser (zm. 2019)
- 1 lutego:
  - Alicja Jaruga, polska ekonomistka (zm. 2011)
  - Dymitr (Trakatellis), grecki duchowny prawosławny, arcybiskup Ameryki w latach 1999–2019.
  - Stuart Whitman, amerykański aktor (zm. 2020)
- 2 lutego:
  - Ciriaco De Mita, włoski polityk, premier Włoch (zm. 2022)
  - Andrzej Krzywicki, polski matematyk
  - Andrzej Trzebski, polski fizjolog (zm. 2017)
  - Lew Żylcow, radziecki kontradmirał, Bohater Związku Radzieckiego (zm. 1996)
- 3 lutego:
  - Eugeniusz Pacia, polski działacz partyjny i państwowy (zm. 2023)
  - Andrzej Szczypiorski, polski pisarz, publicysta (zm. 2000)
  - Svend Wad, duński bokser (zm. 2004)
- 4 lutego:
  - Julitta Włodarczyk-Martini, polska entomolog
  - Kim Yŏng Nam, północnokoreański polityk
- 5 lutego – Hristu Cândroveanu, rumuński pisarz, poeta, krytyk literacki (zm. 2013)
- 6 lutego – Géza Varasdi, węgierski lekkoatleta, sprinter (zm. 2022)
- 7 lutego:
  - Jerzy Bączek, polski aktor (zm. 2013)
  - Irena Nowak, polska socjolog (zm. 1995)
  - Kazimierz Zmyślony, polski rolnik, Sprawiedliwy wśród Narodów Świata (zm. 2014)
- 8 lutego:
  - Jerzy Kujawiński, polski pedagog i nauczyciel (zm. 2022)
  - Wiaczesław Tichonow (ros. Вячеслав Васильевич Тихонов), rosyjski aktor, główny bohater serialu Siedemnaście mgnień wiosny (zm. 2009)
- 9 lutego – Eugeniusz Makulski, polski duchowny, marianin (zm. 2020)
- 10 lutego – Jan Laskowski, polski operator filmowy (zm. 2014)
- 14 lutego:
  - Władysław Basista, polski duchowny katolicki (zm. 2021)
  - Bruce Beaver, australijski poeta (zm. 2004)
- 15 lutego:
  - Cezary Chlebowski, polski pisarz i publicysta (zm. 2013)
  - Eno Raud, estoński pisarz (zm. 1996)
- 16 lutego – Stefania Iwińska, polska aktorka (zm. 1988)
- 18 lutego:
  - Tom Johnson, kanadyjski hokeista oraz trener (zm. 2007)
  - Eeva Kilpi, fińska pisarka i poetka
  - Jim McElreath, amerykański kierowca wyścigowy (zm. 2017)
  - Rex Mossop, australijski rugbysta oraz komentator sportowy (zm. 2011)
- 19 lutego:
  - Zofia Janukowicz-Pobłocka, polska śpiewaczka operowa (zm. 2019)
  - Jan Sajkiewicz, polski inżynier, profesor nauk technicznych (zm. 1995)
- 20 lutego:
  - Jean Kennedy Smith, amerykańska urzędniczka, dyplomatka (zm. 2020)
  - Friedrich Wetter, niemiecki duchowny katolicki, kardynał
- 21 lutego:
  - Albiert Bielajew, rosyjski polityk, pisarz, publicysta (zm. 2017)
  - Gabriela Cwojdzińska, polska pedagog, pianistka i działaczka społeczna (zm. 2022)
- 22 lutego:
  - Paul Dooley, amerykański aktor
  - Ryszard Farbiszewski, polski naukowiec
  - Thomas Kurtz, amerykański informatyk (zm. 2024)
  - Ingrid Wigernæs, norweska biegaczka narciarska (zm. 2023)
- 23 lutego:
  - Hans Herrmann, niemiecki kierowca wyścigowy
  - Wasilij Łazariew, radziecki pułkownik lotnictwa, kosmonauta (zm. 1990)
  - Urszula Modrzyńska, polska aktorka (zm. 2010)
  - Yves Ramousse, francuski duchowny rzymskokatolicki posługujący w Kambodży, biskup (zm. 2021)
- 24 lutego – Per Lønning, norweski biskup i teolog protestancki, polityk (zm. 2016)
- 25 lutego:
  - Paul Elvstrøm, duński żeglarz (zm. 2016)
  - Richard G. Stern, amerykański pisarz (zm. 2013)
- 26 lutego:
  - Robert Banks, amerykański duchowny katolicki, biskup Green Bay
  - Fats Domino, amerykański piosenkarz, kompozytor i pianista (zm. 2017)
  - Anatolij Filipczenko (ros. Анатолий Васильевич Филипченкo), radziecki kosmonauta (zm. 2022)
  - Odo Marquard, niemiecki filozof (zm. 2015)
  - Ariel Szaron, premier Izraela (zm. 2014)
- 27 lutego:
  - Włodzimierz Bronic-Czerechowski, polski architekt
  - René Clemencic, austriacki muzykolog (zm. 2022)
  - Klaus Dick, niemiecki duchowny katolicki (zm. 2024)
  - Telesfor Piecuch, polski chirurg (zm. 2022)
  - Andrzej Stockinger, polski aktor (zm. 1993)
- 28 lutego – Walter Tevis, amerykański pisarz (zm. 1984)
- 29 lutego:
  - Joss Ackland, brytyjski aktor (zm. 2023)
  - Seymour Papert, południowoafrykański matematyk i informatyk (zm. 2016)
- 1 marca:
  - Ryszard Karger, polski ekonomista, działacz żeglarski (zm. 2017)
  - Roman Kulikowski, polski profesor nauk technicznych (zm. 2017)
  - Jacques Rivette, francuski reżyser filmowy (zm. 2016)
- 2 marca:
  - Bogusław Nizieński, polski prawnik (zm. 2025)
  - Kazimierz Piotr Zaleski, polski fizyk, specjalista od spraw energii jądrowej
- 3 marca:
  - John Cummins, amerykański duchowny katolicki (zm. 2024)
  - Diane Foster, kanadyjska lekkoatletka (zm. 1999)
  - Gudrun Pausewang, niemiecka pisarka (zm. 2020)
  - Stanisław Piastowicz, polski poeta (zm. 1980)
- 4 marca:
  - Kazimierz Chudy, polski wojskowy, generał (zm. 2014)
  - Alan Sillitoe, angielski poeta, powieściopisarz (zm. 2010)
  - Jan Bogusz, polski pedagog (zm. 2009)
- 5 marca:
  - Jelizawieta Diemientjewa, radziecka kajakarka (zm. 2022)
  - Bob McMillen, amerykański lekkoatleta (zm. 2007)
  - Edgar Schein, amerykański psycholog (zm. 2023)
  - Otto Schliwinski, niemiecki malarz, grafik (zm. 2024)
- 6 marca:
  - Georg Eder, austriacki duchowny katolicki (zm. 2015)
  - William F. Nolan, amerykański pisarz (zm. 2021)
- 7 marca:
  - Arthur Dion Hanna, bahamski polityk (zm. 2021)
  - Jerzy Kleer, polski ekonomista (zm. 2022)
- 8 marca – Efraim Siewieła, sowiecki pisarz (zm. 2010)
- 10 marca – James Earl Ray, amerykański przestępca, zabójca pastora Martina Luthera Kinga (zm. 1998)
- 11 marca:
  - Edmund Bilicki, polski elektryk (zm. 2020)
  - Janina Kwaśniewska, polska żeglarka sportowa, instruktorka (zm. 2011)
  - Janusz Roszkowski, polski dziennikarz i dyplomata (zm. 2025)
- 12 marca:
  - Edward Albee, amerykański pisarz (zm. 2016)
  - Michał Oleksiak, polski żołnierz, uczestnik podziemia antykomunistycznego (zm. 1946)
  - Maria Tuci, albańska męczennica, błogosławiona katolicka (zm. 1950)
- 13 marca – Ołeksandr Hukowycz, ukraiński architekt
- 14 marca:
  - Frank Borman, amerykański astronauta (zm. 2023)
  - Janusz Narzyński, polski duchowny luterański (zm. 2020)
  - Władysław Sitkowski, polski rzeźbiarz, pisarz i kronikarz (zm. 2020)
- 15 marca
  - Maria Kapczyńska, polska tancerka (zm. 2017)
  - Anna Szatkowska, polska działaczka podziemia niepodległościowego (zm. 2015)
- 16 marca:
  - Karlheinz Böhm, austriacki aktor (zm. 2014)
  - Christa Ludwig, niemiecka śpiewaczka (zm. 2021)
  - Aleksander Ścibor-Rylski, polski reżyser i scenarzysta filmowy (zm. 1983)
- 18 marca:
  - Lennart Carleson, szwedzki matematyk
  - Peggy Dow, amerykańska filantropka i aktorka filmowa
  - Gustav Peichl, austriacki architekt i karykaturzysta (zm. 2019)
  - Fidel Ramos, polityk i wojskowy filipiński (zm. 2022)
- 19 marca:
  - José Alzuet, hiszpański malarz, ceramik (zm. 2019)
  - Dequinha, brazylijski piłkarz (zm. 1997)
  - Åke Johansson, szwedzki piłkarz (zm. 2014)
  - Józef Kruża, polski bokser (zm. 1996)
  - Hans Küng, szwajcarski duchowny i teolog katolicki, pisarz (zm. 2021)
  - Marie-Louise Linssen-Vaessen, holenderska pływaczka (zm. 1993)
  - Patrick McGoohan, amerykański aktor, reżyser i scenarzysta filmowy (zm. 2009)
  - Clive van Ryneveld, południowoafrykański krykiecista (zm. 2018)
- 21 marca:
  - Peter Hacks, niemiecki dramaturg, poeta, prozaik i eseista (zm. 2003)
  - Benedykt Konowalski, polski kompozytor, dyrygent i pedagog (zm. 2021)
- 24 marca:
  - Byron Janis, amerykański pianista (zm. 2024)
  - Czesław Nowicki, polski dziennikarz, prezenter pogody (zm. 1992)
  - Jakow Riabow, radziecki polityk (zm. 2018)
- 25 marca:
  - Joanna Kulmowa, polska poetka (zm. 2018)
  - James Lovell, amerykański astronauta (zm. 2025)
- 26 marca – Marian Jakubczak, polski rolnik i polityk (zm. 2023)
- 27 marca – Ryszard Zaorski, polski aktor (zm. 2019)
- 28 marca:
  - Roald Aas, norweski łyżwiarz szybki (zm. 2012)
  - Zbigniew Brzeziński, amerykański politolog polskiego pochodzenia, doradca do spraw bezpieczeństwa prezydenta USA (zm. 2017)
  - Gerd Dicke, niemiecki duchowny katolicki
- 30 marca:
  - Robert Badinter, francuski prawnik (zm. 2024)
  - Alfred Kleinermeilert, niemiecki duchowny katolicki (zm. 2023)
  - Tom Sharpe, angielski pisarz satyryczny (zm. 2013)
- 31 marca:
  - Herbert Familton, nowozelandzki narciarz alpejski, olimpijczyk (zm. 2002)
  - André Fanton, francuski polityk i prawnik (zm. 2025)
  - Peter Henrici, szwajcarski duchowny katolicki (zm. 2023)
  - Gordie Howe, kanadyjski zawodowy hokeista (zm. 2016)
- 2 kwietnia:
  - Serge Gainsbourg, francuski kompozytor, piosenkarz i reżyser (zm. 1991)
  - Franciszek Sobieski, polski inżynier, senator RP (zm. 2020)
- 3 kwietnia:
  - Edward Barszcz, polski polityk, minister budownictwa i przemysłu materiałów budowlanych, prezydent Krakowa (zm. 1981)
  - Cheikh Hamidou Kane, senegalski pisarz
  - Earl Lloyd, amerykański koszykarz (zm. 2015)
- 4 kwietnia:
  - Maya Angelou, amerykańska poetka, pisarka i aktorka (zm. 2014)
  - Estelle Harris, amerykańska aktorka (zm. 2022)
- 6 kwietnia:
  - Anna Kiełcz, polska włókienniczka, poseł na Sejm PRL (zm. 2018)
  - James Watson, amerykański biochemik, laureat Nagrody Nobla
- 7 kwietnia:
  - James Garner, amerykański aktor (zm. 2014)
  - Alan J. Pakula, amerykański reżyser i producent filmowy (zm. 1998)
  - James White, irlandzki pisarz science fiction (zm. 1999)
- 8 kwietnia
  - Zbigniew Chłap, polski patofizjolog (zm. 2025)
  - Le’a Rabin, izraelska działaczka społeczna, żona premiera Icchaka Rabina (zm. 2000)
- 10 kwietnia – Jerzy Matuszkiewicz, polski muzyk jazzowy (zm. 2021)
- 11 kwietnia:
  - Francis Keiichi Satō, japoński duchowny katolicki, biskup Niigaty (zm. 2005)
  - Ethel Kennedy, żona Roberta F. Kennedy’ego (zm. 2024)
  - Jerzy Krzyś, polski lekarz wojskowy (zm. 2023)
  - Betty Law, szkocka curlerka (zm. 2001)
- 12 kwietnia – Hardy Krüger, niemiecki aktor (zm. 2022)
- 14 kwietnia:
  - Cyril Mango, brytyjski historyk i historyk sztuki (zm. 2021)
  - Zygmunt Wiatrowski, polski pedagog (zm. 2025)
- 16 kwietnia
  - Bogusław Danielewski, polski aktor (zm. 2024)
  - Gilbert Fesselet, piłkarz szwajcarski (zm. 2022)
- 17 kwietnia – Cynthia Ozick, amerykańska pisarka
- 18 kwietnia:
  - Karl Josef Becker, niemiecki duchowny katolicki (zm. 2015)
  - Alexander Singer, amerykański reżyser (zm. 2020)
- 19 kwietnia:
  - Alexis Korner, brytyjski wokalista i kompozytor (zm. 1984)
  - Halvor Næs, norweski skoczek narciarski (zm. 2022)
- 20 kwietnia:
  - Gordon Audley, kanadyjski łyżwiarz (zm. 2012)
  - Robert Byrne, amerykański szachista i dziennikarz (zm. 2013)
- 22 kwietnia – Władimir Czernawin, rosyjski dowódca wojskowy (zm. 2023)
- 23 kwietnia:
  - Antonino Orrù, włoski duchowny katolicki (zm. 2022)
  - Shirley Temple, amerykańska aktorka i dyplomata (zm. 2014)
- 24 kwietnia:
  - Tommy Docherty, szkocki piłkarz, trener (zm. 2020)
  - Włodzimierz Krolopp, polski profesor nauk technicznych (zm. 2013)
  - Jerzy Tchórzewski, polski malarz, grafik, poeta (zm. 1999)
- 27 kwietnia – Anna Różycka-Bryzek, polska historyk, bizantynolog (zm. 2005)
- 28 kwietnia:
  - Eugene Shoemaker, amerykański geolog i astronom (zm. 1997)
  - Manuel Muñoz, chilijski piłkarz (zm. 2022)
  - Yves Klein, francuski malarz i rzeźbiarz (zm. 1962)
  - Kavalam Narayana Panicker, indyjski dramaturg i poeta (zm. 2016)
- 29 kwietnia – Jan Pieter Schotte, belgijski duchowny katolicki, kardynał (zm. 2005)
- 30 kwietnia:
  - Allan Chamgwera, malawijski duchowny katolicki
  - Tomasz Miedziński, polski działacz kombatancki (zm. 2024)
- 1 maja – Alicja Wolwowicz, polska polonistka (zm. 2025)
- 3 maja:
  - Piotr Dajludzionek, polski duchowny baptystyczny (zm. 2024)
  - Louis Gelineau, amerykański duchowny katolicki (zm. 2024)
  - Jerzy Smurzyński, polski dziennikarz
- 4 maja:
  - Thomas Kinsella, irlandzki poeta, tłumacz (zm. 2021)
  - Bill Mollison, australijski ekolog, autor, naukowiec, naturalista, wykładowca (zm. 2016)
  - Joseph Tydings, amerykański prawnik, polityk, senator ze stanu Maryland (zm. 2018)
  - Husni Mubarak, egipski wojskowy, polityk, prezydent Egiptu (zm. 2020)
  - Antoni Skibiński, polski generał brygady
- 5 maja:
  - Juris Hartmanis, amerykański informatyk (zm. 2022)
  - Anatolij Iwanow, radziecki pisarz (zm. 1999)
- 6 maja:
  - Jacques Despierre, francuski duchowny katolicki, biskup Carcassonne
  - Norbert Paprotny, polski malarz (zm. 2018)
- 7 maja – Joseph Ti-kang, tajwański duchowny katolicki (zm. 2022)
- 8 maja:
  - Zbyszko Chojnicki, polski geograf (zm. 2015)
  - Manfred Gerlach, niemiecki polityk (zm. 2011)
- 9 maja:
  - Ralph Goings, amerykański malarz (zm. 2016)
  - Ricardo González, amerykański tenisista pochodzenia meksykańskiego (zm. 1995)
  - Jan Mizerski, polsko-szwedzki architekt (zm. 2022)
  - Barbara Ann Scott, kanadyjska łyżwiarka figurowa (zm. 2012)
- 10 maja:
  - Pierre Mouallem, palestyński duchowny melchicki
  - Marcel Rigout, francuski polityk (zm. 2014)
  - Arnold Rüütel, estoński agronom, nauczyciel akademicki, polityk, prezydent Estonii (zm. 2024)
  - Lothar Schmid, niemiecki szachista (zm. 2013)
  - John Quinn Weitzel, amerykański duchowny katolicki, biskup Samoa-Pago Pago (zm. 2022)
- 11 maja:
  - Ja’akow Agam, izraelski rzeźbiarz i artysta wizualny
  - Jan Czerwiński, polski operator dźwięku (zm. 2004)
  - Marco Ferreri, włoski reżyser i scenarzysta filmowy (zm. 1997)
  - Arthur Foulkes, bahamski polityk i dyplomata
  - Halina Szpakowska, polska szachistka (zm. 2023)
- 12 maja:
  - Burt Bacharach, amerykański pianista i kompozytor (zm. 2023)
  - Heinrich Isser, austriacki bobsleista i saneczkarz (zm. 2004)
  - Daniel Patrick Reilly, amerykański duchowny katolicki, biskup Norwich i Worcester (zm. 2024)
- 13 maja – Enrique Bolaños, prezydent Nikaragui (zm. 2021)
- 14 maja – Władysław Hasior, polski rzeźbiarz (zm. 1999)
- 15 maja:
  - Raymond Federman, amerykański pisarz pochodzenia żydowskiego (zm. 2009)
  - Alicja Graczykowska-Koczorowska, polska lekarka, profesor nauk medycznych (zm. 1999)
  - Mieczysław Józefczyk, polski ksiądz katolicki (zm. 2019)
- 16 maja – Ludvík Armbruster, czeski jezuita, filozof, wykładowa akademicki (zm. 2021)
- 18 maja:
  - Jan Michał Małek, inżynier, emigrant osiadły w Kalifornii (USA), przedsiębiorca, inwestor, deweloper, działacz polsko-amerykański (zm. 2022)
  - Michelle Perrot, francuska historyk
  - Joseph Schlesser, francuski kierowca rajdowy (zginął 1968)
- 19 maja:
  - Juliusz Kulesza, polski grafik (zm. 2025)
  - Dolph Schayes, amerykański koszykarz (zm. 2015)
- 20 maja – Józefa Czekaj-Tracz, odznaczona medalem „Sprawiedliwy wśród Narodów Świata”
- 22 maja:
  - Robert A. Frosch, amerykański naukowiec, administrator NASA (zm. 2020)
  - Zygmunt Głuszek, polski dziennikarz i działacz sportowy (zm. 2022)
- 23 maja:
  - Manuel Álvarez, piłkarz chilijski (zm. 1998)
  - Jeannie Carson, brytyjska aktorka (zm. 2022)
- 24 maja:
  - Jerzy Bryła, polski ksiądz katolicki (zm. 2024)
  - Adrian Frutiger, szwajcarski typograf (zm. 2015)
  - William Trevor, irlandzki powieściopisarz, dramaturg i nowelista (zm. 2016)
  - Kurt Weber, polski operator filmowy (zm. 2015)
  - Danuta Zaborowska, polska aktorka (zm. 2025)
- 26 maja:
  - Raimo Ilaskivi, fiński ekonomista, samorządowiec, polityk
  - Jack Kevorkian, amerykański lekarz, patolog, propagator eutanazji pochodzenia ormiańskiego (zm. 2011)
- 27 maja:
  - Thea Musgrave, szkocka kompozytorka
  - Dick Schnittker, amerykański koszykarz (zm. 2020)
- 28 maja:
  - Bogdan Dzięcioł, polski prawnik i historyk (zm. 2025)
  - Frederick Zugibe, amerykański lekarz (zm. 2013)
- 29 maja – George A. Sinner, amerykański polityk (zm. 2018)
- 30 maja – Agnès Varda, francuska fotografka i reżyser (zm. 2019)
- 31 maja:
  - Lorenzo León Alvarado, peruwiański duchowny rzymskokatolicki, biskup Huacho (zm. 2020)
  - Bernard Baudoux, francuski florecista (zm. 2024)
  - Édouard Molinaro, francuski reżyser i scenarzysta filmowy (zm. 2013)
  - Adam Zaleski, polski chemik (zm. 2023)
- 1 czerwca:
  - Gieorgij Dobrowolski (ros. Георгий Тимофеевич Добровольский), kosmonauta radziecki (zm. 1971)
  - Maria Nagięć, polska biolog
  - Ryszard Przybylski, polski historyk, eseista i tłumacz (zm. 2016)
- 2 czerwca – Stig Claesson, szwedzki pisarz i ilustrator (zm. 2008)
- 6 czerwca:
  - Melpomeni Çobani, albańska sportsmenka, aktorka, piosenkarka (zm. 2016)
  - Ed Fury, amerykański kulturysta, model, aktor (zm. 2023)
  - Janusz Gniatkowski, polski piosenkarz (zm. 2011)
  - Nicolas Rea, brytyjski polityk (zm. 2020)
  - Elio Sgreccia, włoski duchowny katolicki, kardynał (zm. 2019)
- 7 czerwca – James Ivory, amerykański reżyser i scenarzysta
- 8 czerwca:
  - Gustavo Gutiérrez, peruwiański filozof i teolog (zm. 2024)
  - Kate Wilhelm, amerykańska pisarka (zm. 2018)
- 9 czerwca:
  - Wolfgang Brezinka, niemiecki pedagog i filozof (zm. 2020)
  - Wirgiliusz Gryń, polski aktor filmowy i teatralny (zm. 1986)
  - Jackie Mason, amerykański komik i aktor (zm. 2021)
- 10 czerwca:
  - Lee Phillip Bell, amerykańska producentka filmowa (zm. 2020)
  - Antoni Połowniak, polski polityk (zm. 2019)
  - Maurice Sendak, amerykański pisarz, autor i ilustrator dziecięcej literatury (zm. 2012)
- 11 czerwca:
  - Fabiola de Mora, królowa Belgów (zm. 2014)
  - Herbert Linge, austriacki kierowca wyścigowy (zm. 2024)
- 12 czerwca:
  - Vic Damone, amerykański piosenkarz (zm. 2018)
  - Paulo Antonino Mascarenhas Roxo, brazylijski duchowny katolicki (zm. 2022)
  - Petros Moliwiatis, grecki polityk (zm. 2025)
- 13 czerwca:
  - Giacomo Biffi, włoski duchowny katolicki, kardynał (zm. 2015)
  - John Forbes Nash, amerykański matematyk i ekonomista, laureat Nagrody Nobla (zm. 2015)
- 14 czerwca:
  - José Bonaparte, argentyński paleontolog (zm. 2020)
  - Ernesto Che Guevara, słynna postać rewolucji socjalistycznej XX wieku (zm. 1967)
  - Hubert Lilliefors, amerykański statystyk (zm. 2008)
  - Tadeusz Skóra, polski polityk, sędzia, wiceminister sprawiedliwości w latach 1972–1989 (zm. 2014)
- 15 czerwca – Irenäus Eibl-Eibesfeldt, austriacki zoolog i etolog (zm. 2018)
- 16 czerwca:
  - Chaim Kozienicki, polski Żyd ocalały z Holocaustu (zm. 2021)
  - Dagmar Rom, austriacka narciarka (zm. 2022)
  - Stefan Suberlak, polski artysta plastyk (zm. 1994)[1]
- 17 czerwca:
  - Mignon Dunn, amerykańska śpiewaczka operowa
  - Ryszard Sługocki, polski dziennikarz
- 18 czerwca – Teresa Skubalanka, polska filolog i wykładowczyni (zm. 2016)
- 19 czerwca:
  - Barbara Bogdańska-Pawłowska, polska ekonomistka, instruktorka Związku Harcerstwa Polskiego (zm. 2012)
  - Jacques Dupont, francuski kolarz (zm. 2019)
  - Nancy Marchand, amerykańska aktorka (zm. 2000)
  - Teresa Remiszewska, polska żeglarka, instruktor żeglarstwa (zm. 2002)
- 20 czerwca:
  - Jean-Marie Le Pen, francuski polityk (zm. 2025)
  - Martin Landau, amerykański aktor (zm. 2017)
- 21 czerwca:
  - Anna-Lisa Eriksson, szwedzka biegaczka narciarska (zm. 2012)
  - Alojzy Orszulik, polski duchowny katolicki, biskup pomocniczy siedlecki, biskup łowicki (zm. 2019)
  - Witold Precht, polski profesor nauk technicznych specjalizujący się w fizyce metali (zm. 2024)
- 22 czerwca:
  - Alphonsus Mathias, indyjski duchowny katolicki (zm. 2024)
  - Ralph Waite, amerykański aktor (zm. 2014)
- 23 czerwca:
  - Klaus von Dohnanyi, niemiecki polityk
  - Miłosław Kołodziejczyk, polski duchowny katolicki, biskup pomocniczy częstochowski (zm. 1994)
  - Richard Schoon, singapurski hokeista na trawie
  - Michael Shaara, amerykański pisarz (zm. 1988)
- 24 czerwca:
  - Jean-Baptiste Bùi Tuần, wietnamski duchowny katolicki (zm. 2024)
  - Anna Wojtczak, polska biochemik, profesor (zm. 2012)
- 25 czerwca – Aleksiej Abrikosow (ros. Алексей Алексеевич Абрикосов), rosyjski fizyk teoretyczny, laureat Nagrody Nobla (zm. 2017)
- 26 czerwca – Yoshirō Nakamatsu, japoński naukowiec i wynalazca
- 27 czerwca:
  - Annette Johnson, nowozelandzka narciarka alpejska, olimpijka (zm. 2017)
  - Zbigniew Antoni Kruszewski, polski politolog
  - Benjamin Midler, amerykański autor wspomnień z czasów II wojny światowej pochodzenia polsko-żydowskiego
  - Antoinette Spaak, belgijska polityk (zm. 2020)
- 28 czerwca:
  - Stan Barstow, brytyjski pisarz i scenarzysta (zm. 2011)
  - Hans Blix, szwedzki dyplomata i polityk
  - Patrick Hemingway, amerykański pisarz i podróżnik
  - Włodzimierz Kotowski, polski inżynier
- 29 czerwca – Alfredo Biondi, włoski polityk i prawnik (zm. 2020)
- 30 czerwca – Charles Vandame, francuski duchowny katolicki
- 1 lipca:
  - Andreas Aarflot, norweski duchowny luterański, biskup Oslo i Bergu
  - Esma Agolli, albańska aktorka (zm. 2010)
- 2 lipca:
  - Line Renaud, francuska piosenkarka i aktorka
  - Andrzej Ruszkowski, polski entomolog (zm. 2023)
  - Lech Emfazy Stefański, polski pisarz (zm. 2010)
- 3 lipca:
  - Maurice Fréchard, francuski duchowny katolicki, arcybiskup Auch (zm. 2023)
  - Jan Machulski, polski aktor, reżyser teatralny, pedagog (zm. 2008)
- 4 lipca – Giampiero Boniperti, włoski piłkarz (zm. 2021)
- 5 lipca:
  - Janusz Krasiński, polski prozaik, dramatopisarz i reportażysta (zm. 2012)
  - Pierre Mauroy, francuski polityk (zm. 2013)
  - Héctor Tomasi, argentyński bobsleista
- 7 lipca:
  - Patricia Hitchcock, angielska aktorka i producentka (zm. 2021)
  - Charles McDonnell, amerykański duchowny katolicki (zm. 2020)
  - Maciej Szczepański, polski publicysta, dziennikarz, przewodniczący Radiokomitetu w latach 1972–1980 (zm. 2015)
- 9 lipca:
  - Federico Bahamontes, hiszpański kolarz (zm. 2023)
  - Anna Jerzmańska, polska paleontolog, profesor nauk przyrodniczych (zm. 2003)
  - Marcel Schlechter, luksemburski polityk (zm. 2023)
- 10 lipca – Bernard Buffet, francuski malarz (zm. 1999)
- 11 lipca:
  - Helena Gordziej, polska poetka i pisarka (zm. 2023)
  - Marian Ziembiński, polski szachista (zm. 2017)
- 12 lipca:
  - Peter Cellier, brytyjski aktor
  - Elias Corey, amerykański chemik, laureat Nagrody Nobla
- 13 lipca:
  - Stanisław Gebhardt, polski polityk, ekonomista, publicysta i działacz społeczny (zm. 2025)
  - Mace Neufeld, amerykański producent filmowy (zm. 2022)
  - Ellen Niit, estońska poetka, prozatorka i tłumaczka (zm. 2016)
  - Walentin Pikul, radziecki pisarz (zm. 1990)
- 14 lipca:
  - Leszek Błaszczyk, polski dziennikarz, propagator sportów wodnych (zm. 2008)
  - Nodar Dumbadze, gruziński prozaik, poeta i dramaturg (zm. 1984)
  - Anna Kolesárová, słowacka męczennica, dziewica, błogosławiona (zm. 1944)
  - Stanisław Kowalski, polski polityk, poseł na Sejm PRL (zm. 2016)
  - Boris Kuzniecow, rosyjski piłkarz (zm. 1999)
  - Elizabeth Jane Lloyd(inne języki), brytyjska artystka (zm. 1995)
  - Pierre Olaf(inne języki), francuski aktor (zm. 1995)
  - Nancy Olson, amerykańska aktorka
  - Dave Power, australijski lekkoatleta, długodystansowiec (zm. 2014)
  - Lucyna Winnicka, polska aktorka, dziennikarka, publicystka (zm. 2013)
- 15 lipca – Pál Benkő, amerykański szachista (zm. 2019)
- 16 lipca:
  - Anita Brookner, angielska pisarka (zm. 2016)
  - Bella Dawidowicz, rosyjska pianistka
  - Izabela Dzieduszycka, polska ekonomistka, działaczka społeczna i katolicka (zm. 2020)
  - Anna Lutosławska, polska aktorka i reżyser (zm. 2022)
  - Robert Sheckley, amerykański pisarz science fiction (zm. 2005)
  - Andrzej Zawada, polski himalaista, inżynier sejsmolog (zm. 2000)
- 17 lipca:
  - Wiktor Dąbrowski, polski radca prawny
  - Władysław Seńko, polski historyk filozofii, tłumacz, edytor (zm. 2017)
- 18 lipca – Lidia Grychtołówna, polska pianistka i pedagog
- 20 lipca:
  - Belaid Abdessalam, polityk algierski (zm. 2020)
  - Anna Maria Borowska, polska działaczka społeczna (zm. 2010)
  - Józef Czyrek, polski działacz komunistyczny (zm. 2013)
  - Pavel Kohout, czeski prozaik, poeta i dramaturg, działacz opozycji demokratycznej
- 21 lipca – Anna Kajtochowa, polska pisarka, poetka, dziennikarka (zm. 2011)
- 22 lipca:
  - Orson Bean, amerykański aktor i muzyk (zm. 2020)
  - Per Højholt, duński poeta i prozaik (zm. 2004)
  - Jan Żytka, polski geolog (zm. 2024)
- 23 lipca:
  - Walter Beerli, piłkarz szwajcarski (zm. 1995)
  - Ryszard Krajewski, polski piłkarz, trener piłkarski, hokeista (zm. 2023)
  - Vera Rubin, amerykańska astronom (zm. 2016)
  - Donald Scott, brytyjski bokser (zm. 2013)
- 24 lipca – Benedito Francisco de Albuquerque, brazylijski duchowny katolicki
- 25 lipca:
  - Anna Anasiewicz, polska entomolog, profesor (zm. 2023)
  - Apolonia Litwińska, polska szachistka (zm. 2021)
- 26 lipca:
  - Francesco Cossiga, włoski polityk (zm. 2010)
  - Elliott Erwitt, amerykański fotograf i filmowiec (zm. 2023)
  - Stanley Kubrick, amerykański reżyser (zm. 1999)
  - Lech Pijanowski, ps. „Janusz Jaxa”; krytyk filmowy, reżyser telewizyjny (zm. 1974)
  - Bernice Rubens, walijska pisarka (zm. 2004)
- 27 lipca:
  - Joseph Kittinger, amerykański pilot wojskowy (zm. 2022)
  - Roman Węgrzyn, polski śpiewak operowy
- 28 lipca – Zbigniew Zieliński, polski polityk, poseł na Sejm PRL (zm. 2024)
- 29 lipca:
  - Philippe Bär, holenderski duchowny katolicki (zm. 2025)
  - Li Ka-shing, hongkoński przedsiębiorca i inwestor, najbogatszy człowiek w Azji (2017)
  - Zdzisław Słowiński, polski aktor (zm. 2022)
- 30 lipca – Wojciech Siemion, polski aktor (zm. 2010)
- 31 lipca – Ignacio Nazareno Trejos Picado, kostarykański duchowny katolicki
- 1 sierpnia – Marianna Staśkiewicz, polska twórczyni ludowa (zm. 2022)
- 2 sierpnia – Mieczysław Voit, polski aktor (zm. 1991)
- 3 sierpnia – Luigi Colani, niemiecki projektant wzorów przemysłowych (zm. 2019)
- 4 sierpnia – Marian Szatybełko, polski przyrodnik (zm. 2021)
- 5 sierpnia:
  - Maria Lipska, polska filolog (zm. 2016)
  - Ennio Mattarelli, włoski strzelec sportowy
  - Johann Baptist Metz, niemiecki teolog katolicki (zm. 2019)
  - Jacek Popiel, polski pilot i instruktor szybowcowy (zm. 2019)
  - Joachim Schubart, niemiecki astronom
  - Zofia Zdybicka, polska zakonnica i filozof
- 6 sierpnia:
  - Andy Warhol, amerykański twórca pop-art (zm. 1987)
  - Wojciech Zagórski, polski aktor (zm. 2016)
- 7 sierpnia:
  - Leo Goodman – amerykański statystyk (zm. 2020)
  - Stephen Marlowe, amerykański pisarz (zm. 2008)
  - James Randi, amerykański iluzjonista (zm. 2020)
- 8 sierpnia:
  - Besa Imami, albańska aktorka (zm. 2014)
  - François Remetter, francuski piłkarz (zm. 2022)
- 9 sierpnia:
  - Bob Cousy, amerykański koszykarz
  - Gerd Ruge, niemiecki dziennikarz, pisarz i filmowiec (zm. 2021)
  - Camilla Wicks, amerykańska skrzypaczka, pedagog (zm. 2020)
- 10 sierpnia:
  - Gerino Gerini, włoski kierowca wyścigowy (zm. 2013)
  - Jerzy Janicki, polski pisarz, dziennikarz i scenarzysta (zm. 2007)
- 12 sierpnia – Jiří Zahradník, czeski entomolog, fotograf i muzyk (zm. 2020)
- 13 sierpnia – Jehuda Lapidot, izraelski wojskowy, historyk, biochemik
- 14 sierpnia – Zbigniew Nadratowski, polski polityk, prezydent Wrocławia (zm. 2007)
- 15 sierpnia – Nicolas Roeg, brytyjski operator filmowy i reżyser (zm. 2018)
- 16 sierpnia:
  - Ann Blyth, amerykańska aktorka i piosenkarka
  - Ferenc Juhász, węgierski poeta (zm. 2015)
  - Sheila Lerwill, brytyjska lekkoatletka, skoczkini wzwyż
  - William Clifford Newman, amerykański duchowny katolicki (zm. 2017)
  - (lub 16 sierpnia 1927) – Karl-Heinz Vosgerau, niemiecki aktor (zm. 2021)
- 17 sierpnia – Lech Antonowicz, polski prawnik
- 18 sierpnia:
  - Elena Marinucci, włoska prawnik, polityk (zm. 2023)
  - Andrzej Januszajtis, polski fizyk
- 19 sierpnia – Jerzy Blaszyński, polski operator dźwięku (zm. 2022)
- 20 sierpnia:
  - Stanisław Panek, polski polityk, prezydent Wrocławia (zm. 2011)
  - Buddy Van Horn, amerykański kaskader filmowy (zm. 2021)
- 21 sierpnia – Bohdan Gruchman, polski ekonomista (zm. 2021)
- 22 sierpnia – Karlheinz Stockhausen, niemiecki kompozytor (zm. 2007)
- 23 sierpnia – Marian Seldes, amerykańska aktorka (zm. 2014)
- 25 sierpnia:
  - Krystyna Brzechwa, polska malarka oraz poetka
  - Herbert Kroemer, niemiecki fizyk, laureat Nagrody Nobla (zm. 2024)
- 26 sierpnia:
  - Krzysztof Bień, polski architekt
  - Abraham Ascher, amerykański historyk
- 27 sierpnia:
  - Péter Boross, węgierski prawnik i polityk
  - Mangosuthu Buthelezi, południowoafrykański polityk (zm. 2023)
  - Andrzej Kieruzalski, polski plastyk, lalkarz, chórmistrz, inscenizator i reżyser (zm. 2017)
  - Alicja Sajkiewicz, polska ekonomistka, profesor (zm. 2020)
  - Osamu Shimomura, japoński biochemik (zm. 2018)
  - Ján Zachara, słowacki bokser (zm. 2025)
- 28 sierpnia:
  - Benedykt Krysik, polski trener siatkówki (zm. 2020)
  - Antonio Montero Moreno, hiszpański duchowny katolicki, arcybiskup Mérida-Badajoz (zm. 2022)
- 30 sierpnia – William M. Bass, amerykański antropolog sądowy
- 31 sierpnia:
  - James Coburn, amerykański aktor filmowy (zm. 2002)
  - Jaime Sin, filipiński duchowny, kardynał (zm. 2005)
  - Wojciech Plewiński, polski fotograf
- 1 września
  - George Maharis, amerykański aktor, piosenkarz pochodzenia greckiego (zm. 2023)
  - Eduard Melkus, austriacki skrzypek i pedagog muzyczny
- 2 września – Horace Silver, amerykański pianista i kompozytor (zm. 2014)
- 3 września:
  - Ion Druță, mołdawski prozaik, dramaturg, eseista i publicysta (zm. 2023)
  - Danuta Siedzikówna, sanitariuszka V Brygady Wileńskiej AK (zm. 1946)
  - Gaston Thorn, polityk luksemburski, przewodniczący Komisji Europejskiej (zm. 2007)
- 4 września:
  - Dominique Colonna, francuski piłkarz, bramkarz, trener (zm. 2023)
  - George Fitzsimons, amerykański duchowny katolicki, biskup Saliny (zm. 2013)
  - Janusz Jasiński, polski historyk
  - Mieczysław Welter, polski rzeźbiarz
- 6 września:
  - Mirosława Litmanowicz, polska szachistka (zm. 2017)
  - Fumihiko Maki, japoński architekt (zm. 2024)
  - Robert Pirsig, amerykański pisarz i filozof (zm. 2017)
  - Rudolf Plukfieldier, radziecki sztangista
- 7 września – Irena Falska, polska dziennikarka
- 8 września:
  - Rose Chibambo, malawijska działaczka niepodległościowa i polityczka (zm. 2016)
  - Henryka Gwiazda-Pietrasz, polska lekarka, polityk, poseł na Sejm PRL (zm. 2023)
- 9 września – Fritz Herkenrath, piłkarz niemiecki (zm. 2016)
- 10 września:
  - Peter Chung Hoan Ting, malezyjski duchowny rzymskokatolicki
  - Otto F. Kernberg, amerykański psychoanalityk
  - Zbigniew Kowal, polski profesor zwyczajny nauk technicznych (zm. 2022)
  - Jean Vanier, kanadyjski działacz społeczny i filantrop (zm. 2019)
- 11 września:
  - Earl Holliman, amerykański aktor (zm. 2024)
  - Wsiewołod Łarionow, rosyjski aktor filmowy i telewizyjny (zm. 2000)
- 12 września – Joseph Gerry, amerykański duchowny katolicki (zm. 2023)
- 13 września – Witold Gutkowski, polski inżynier (zm. 2019)
- 14 września:
  - Patsy King, australijska aktorka
  - Leszek Kuźnicki, polski biolog (zm. 2023)
  - Humberto Maturana, chilijski biolog, filozof, fenomenolog, cybernetyk (zm. 2021)
  - Günther Landgraf, niemiecki fizyk (zm. 2006)
  - Tadeusz Myślik, polski dziennikarz, polityk, poseł na Sejm PRL (zm. 2011)
- 16 września:
  - John Adel Elya, libański duchowny (zm. 2019)
  - Colin Morris, brytyjski historyk, mediewista (zm. 2021)
- 18 września:
  - Hanna Dylągowa, polska historyk (zm. 2016)
  - Adam Walaciński, polski kompozytor muzyczny i publicysta (zm. 2015)
- 20 września:
  - Jack Edwards, amerykański polityk (zm. 2019)
  - Janusz Nikodemski, polski ekonomista, powstaniec warszawski, żołnierz PSZ (zm. 2022)[2]
  - Juarez Teixeira, brazylijski piłkarz
  - Alberto de Lacerda, portugalski poeta i dziennikarz (zm. 2007)
- 22 września:
  - Eric Broadley, brytyjski inżynier, przedsiębiorca (zm. 2017)
  - Zofia Nowakowska, polska historyk
- 23 września – Leon Markiewicz, polski muzykolog (zm. 2024)
- 25 września:
  - Harold Becker, amerykański reżyser i producent filmowy
  - Janusz Gołębiowski, polski historyk, ekonomista (zm. 2024)
- 27 września:
  - Giuseppe Germano Bernardini, włoski duchowny katolicki (zm. 2023)
  - Elizabeth F. Neufeld, francusko-amerykańska genetyczka
- 29 września:
  - Johan Kleppe, norweski polityk (zm. 2022)
  - Michele Scandiffio, włoski duchowny katolicki, arcybiskup Acerenzy (zm. 2022)
- 30 września:
  - Emilio Caprile, włoski piłkarz (zm. 2020)
  - Owen Dolan, nowozelandzki duchowny katolicki (zm. 2025)
  - Charles Fries, amerykański producent filmowy (zm. 2021)
  - Ignacy Krasicki, polski dziennikarz (zm. 2018)
  - Elie Wiesel, amerykański pisarz i dziennikarz, pochodzenia węgiersko-żydowskiego, laureat Nagrody Nobla (zm. 2016)
- 1 października:
  - Dionizy Moska, polski farmaceuta i historyk farmacji (zm. 2025)
  - George Peppard, amerykański aktor (zm. 1994)
  - Zhu Rongji, chiński polityk
- 2 października:
  - Geert Hofstede, holenderski psycholog społeczny (zm. 2020)
  - Wolfhart Pannenberg, niemiecki teolog luterański, filozof religii (zm. 2014)
  - Eberhard von Kuenheim, niemiecki inżynier, menedżer
- 3 października:
  - István Katona, węgierski duchowny katolicki
  - Shridath Ramphal, gujański polityk i dyplomata (zm. 2024)
  - Alvin Toffler, amerykański pisarz (zm. 2016)
  - Kåre Willoch, norweski polityk (zm. 2021)
- 4 października – Torben Ulrich, duński tenisista, malarz i muzyk (zm. 2023)
- 5 października – Zbigniew Dyka, polski polityk (zm. 2019)
- 6 października – Maeve Kyle, irlandzka lekkoatletka (zm. 2025)
- 7 października – Lorna Wing, angielska psychiatra i lekarz (zm. 2014)
- 8 października:
  - Francisco Barroso Filho, brazylijski duchowny katolicki
  - Dionizy Tanalski, polski filozof
- 9 października – Barbara Erber, polska etnograf (zm. 2023)
- 10 października – Susumu Hani, japoński reżyser i scenarzysta
- 11 października – Constant Huysmans, belgijski piłkarz (zm. 2016)
- 12 października:
  - Dżiwan Gasparian, ormiański muzyk (zm. 2021)
  - José Francisco Moreira dos Santos, angolski duchowny katolicki (zm. 2023)
  - Jerzy Semkow, polski dyrygent (zm. 2014)
- 13 października:
  - Lana Ghoghoberidze, gruzińska reżyserka i scenarzystka filmowa
  - Alina Witkowska, polska eseistka, historyk literatury (zm. 2011)
- 14 października:
  - Gary Graffman, amerykański pianista
  - Jan Krucina, polski duchowny katolicki (zm. 2020)
- 16 października – Ann Guilbert, amerykańska aktorka (zm. 2016)
- 17 października:
  - Czesław Lewandowski, polski działacz kombatancki
  - Rosemary Tonks, angielska poetka (zm. 2014)
- 18 października – Ernest Simoni, albański duchowny katolicki, kardynał
- 19 października:
  - Francisc Horvath, rumuński zapaśnik
  - Borisav Jović, serbski polityk (zm. 2021)
- 20 października:
  - Stanisław Bulkiewicz, polski numizmatyk (zm. 2015)
  - Josef Krawina, austriacki architekt (zm. 2018)
  - Li Peng, chiński polityk komunistyczny, premier ChRL (zm. 2019)
  - Giuseppe Pittau, włoski duchowny katolicki, arcybiskup (zm. 2014)
- 21 października:
  - Whitey Ford, amerykański baseballista (zm. 2020)
  - Józef Kański, polski muzykolog, krytyk muzyczny (zm. 2023)
  - Ardico Magnini, włoski piłkarz (zm. 2020)
- 22 października – Radovan Kuchař, czeski taternik i alpinista (zm. 2012)
- 23 października:
  - Bella Darvi, polska aktorka pochodzenia żydowskiego (zm. 1971)
  - Andrzej Kwilecki, polski socjolog (zm. 2019)
  - Sylwester Paszkiewicz, polski wojskowy
- 24 października – Gabriel Laub, polsko-czesko-niemiecki pisarz i satyryk (zm. 1998)
- 25 października:
  - Jeanne Cooper, amerykańska aktorka (zm. 2013)
  - Paulo Mendes da Rocha, brazylijski architekt (zm. 2021)
  - Armin Müller, niemiecki poeta, prozaik i aforysta (zm. 2005)
  - Peter Naur, duński astronom i informatyk (zm. 2016)
  - Marion Ross, amerykańska aktorka
- 26 października – Albert Brewer, amerykański polityk (zm. 2017)
- 27 października – Witold Zegalski, polski pisarz science fiction (zm. 1974)
- 28 października:
  - Sława Kwaśniewska, polska aktorka (zm. 2014)
  - Ion Pacepa, rumuński generał (zm. 2021)
  - Bill Rodgers, brytyjski polityk
  - Zbigniew Sokolik, polski lekarz psychiatra (zm. 2022)
- 29 października – Jack Donner, amerykański aktor (zm. 2019)
- 30 października – Daniel Nathans, amerykański mikrobiolog, laureat Nagrody Nobla (zm. 1999)
- 31 października:
  - Jean-François Deniau, francuski pisarz i polityk (zm. 2007)
  - Dianne Foster, amerykańska aktorka pochodzenia kanadyjsko-ukraińskiego (zm. 2019)
  - Alicja Wyszogrodzka, polska projektantka
- 1 listopada:
  - Henryk Szylkin, polski poeta (zm. 2022)
  - Andriej Worobjow, rosyjski lekarz, polityk (zm. 2020)
- 2 listopada:
  - John Baring, brytyjski arystokrata i przedsiębiorca (zm. 2020)
  - Luisa Josefina Hernández, meksykańska dramatopisarka, autorka powieści i tłumaczka (zm. 2023)
  - Paul Johnson, angielski historyk (zm. 2023)
  - Margarita Maslennikowa, radziecka biegaczka narciarska (zm. 2021)
  - Włodzimierz Ptak, polski immunolog (zm. 2019)
- 3 listopada:
  - Nick Holonyak Jr., amerykański inżynier pochodzenia rusińskiego (zm. 2022)
  - George Yardley, koszykarz amerykański (zm. 2004)
- 4 listopada:
  - Zeke Jabbour, amerykański brydżysta, pisarz (zm. 2023)
  - Jolanta Kulpińska, polska socjolog
  - George Stanich, amerykański lekkoatleta, skoczek wzwyż
- 5 listopada – Witold Pałka, polski malarz (zm. 2013)
- 6 listopada – Andrzej Heidrich, polski grafik (zm. 2019)
- 7 listopada – Julian Musielak, polski matematyk (zm. 2020)
- 8 listopada:
  - Gedeon Waja, polski piłkarz, mistrz Polski (zm. 2020)
  - Natalie Zemon Davis, amerykańska historyk (zm. 2023)
- 9 listopada:
  - Anne Sexton, amerykańska poetka i pisarka (zm. 1974)
  - Andrzej Sitkowski, polski brukarz, murarz, ekonomista i pisarz, Sprawiedliwy wśród Narodów Świata (zm. 2025)
- 10 listopada:
  - Adam Łopatka, polski prawnik, polityk, Pierwszy Prezes Sądu Najwyższego (zm. 2003)
  - Ennio Morricone, włoski kompozytor (zm. 2020)
- 11 listopada:
  - Carlos Fuentes, meksykański pisarz, eseista i publicysta, laureat Nagrody Cervantesa (zm. 2012)
  - Romualda Gruszczyńska-Olesiewicz, polska koszykarka, siatkarka i piłkarka ręczna (zm. 1996)
  - Joseph Mercieca, maltański duchowny katolicki (zm. 2016)
  - Edward Zorinsky, amerykański polityk, senator ze stanu Nebraska (zm. 1987)
- 14 listopada:
  - Paweł Juros, polski lekarz, polityk, senator RP (zm. 1997)
  - Witalij Masoł, ukraiński polityk komunistyczny (zm. 2018)
  - Henryk Misiak, polski piłkarz (zm. 2018)
- 15 listopada:
  - François Favreau, francuski duchowny katolicki, biskup Nanterre (zm. 2021)
  - Adam Kubiś, polski ksiądz katolicki (zm. 2024)
  - C.W. McCall, amerykański muzyk country (zm. 2022)
  - Zygmunt Mogiła-Lisowski, polski działacz kresowy (zm. 2016)
  - Antoni Śliwiński, polski fizyk
- 16 listopada:
  - Clu Gulager, amerykański aktor (zm. 2022)
  - Jolanta Kolczyńska, żołnierz AK, łączniczka Zgrupowania „Chrobry II” (zm. 2022)
- 17 listopada:
  - Rance Howard, amerykański aktor (zm. 2017)
  - Helena Kružíková, czeska aktorka (zm. 2021)
- 19 listopada
  - Sheila Jordan, amerykańska wokalistka jazzowa (zm. 2025)
  - Dorota Simonides, polska folklorystka
- 20 listopada:
  - Aleksiej Batałow, rosyjski aktor (zm. 2017)
  - John Disley, brytyjski lekkoatleta (zm. 2016)
  - Pete Rademacher, amerykański bokser (zm. 2020)
- 21 listopada:
  - Wim Crouwel, holenderski projektant, typograf, twórca krojów pisma (zm. 2019)
  - Pierre Dumay, belgijski kierowca wyścigowy (zm. 2021)
  - Thomas Gayford, kanadyjski jeździec sportowy
- 22 listopada:
  - Mel Hutchins, amerykański koszykarz (zm. 2018)
  - Krystyna Siesicka, polska pisarka (zm. 2015)
- 23 listopada – Jan Ślęk, polski dyrygent (zm. 2022)
- 24 listopada:
  - Cecylia Iwaniszewska, polska astronom i działaczka społeczna
  - Lech Ordon, polski aktor (zm. 2017)
- 25 listopada – Ju Kyu Ch’ang, północnokoreański polityk (zm. 2018)
- 27 listopada – Feliks Pluta, filolog polski
- 28 listopada:
  - Jan Fotek, polski kompozytor (zm. 2015)
  - Stanisław Pawela, polski prawnik (zm. 2018)
  - Anna Skoczylas, polska pisarka, poetka, fotografik, taterniczka i alpinistka
  - Joanna Wyszyńska-Prosnak, polska malarka, historyk sztuki, konserwator zabytków (zm. 2009)
- 29 listopada:
  - Franco Festorazzi, włoski duchowny katolicki (zm. 2021)
  - Andrzej Kijowski, polski pisarz, krytyk, scenarzysta (zm. 1985)
  - Tair Sałachow, rosyjski malarz, rysownik pochodzenia azerskiego (zm. 2021)
- 30 listopada – Peter Hans Kolvenbach, Przełożony Generalny Towarzystwa Jezusowego (zm. 2016)
- 1 grudnia:
  - Franz Dengg, niemiecki skoczek narciarski (zm. 2024)
  - Alfred Gola, polski lekarz (zm. 2022)
  - Anna Heilman, żydowska uczestniczka ruchu oporu (zm. 2011)
  - Klaus Rainer Röhl, niemiecki dziennikarz (zm. 2021)
- 2 grudnia – Rıdvan Bolatlı, turecki piłkarz (zm. 2022)
- 4 grudnia – Lajos Somodi (starszy), węgierski florecista (zm. 2012)
- 5 grudnia:
  - Barbara Krafftówna, polska aktorka (zm. 2022)
  - Aniela Wocławek, polska piłkarka ręczna (zm. 2019)
- 7 grudnia:
  - Noam Chomsky, amerykański profesor językoznawstwa
  - Bede Heather, australijski biskup katolicki (zm. 2021)
- 9 grudnia:
  - Andrzej Burghardt, polski inżynier (zm. 2020)
  - André Milhoux, belgijski kierowca wyścigowy
  - Dick Van Patten, amerykański aktor (zm. 2015)
- 10 grudnia – Milan Rúfus, słowacki poeta, eseista i tłumacz (zm. 2009)
- 11 grudnia:
  - Renny Ottolina, wenezuelski prezenter, producent i polityk (zm. 1978)
- 12 grudnia:
  - Czingiz Ajtmatow (Język kirgiski Чыңгыз Айтматов, ros. Чингиз Торекулович Айтматов), kirgiski pisarz, tworzący po kirgisku i rosyjsku (zm. 2008)
  - Helen Frankenthaler, malarka amerykańska (zm. 2011)
  - Zenon Marcinkowski, polski funkcjonariusz MO i SB (zm. 1991)
  - Jean Meeus, belgijski meteorolog i astronom
- 13 grudnia – Jack Tramiel, amerykański biznesmen polsko-żydowskiego pochodzenia, założyciel Commodore International (zm. 2012)
- 15 grudnia:
  - Ida Haendel, brytyjska skrzypaczka (zm. 2020)
  - Friedensreich Hundertwasser, austriacki malarz, grafik, rzeźbiarz (zm. 2000)
- 16 grudnia – Philip K. Dick, amerykański pisarz science fiction (zm. 1982)
- 17 grudnia – Leonid Broniewoj, rosyjski aktor (zm. 2017)
- 18 grudnia:
  - Gene Cole, amerykański lekkoatleta, sprinter (zm. 2018)
  - Galt MacDermot, kanadyjski kompozytor, pianista (zm. 2018)
- 19 grudnia:
  - Rubens Minelli, brazylijski piłkarz (zm. 2023)
  - Andrés Prieto, piłkarz chilijski (zm. 2022)
- 21 grudnia:
  - Lucas Liu Hsien-tang, tajwański duchowny katolicki, biskup Xinzhu
  - Mieczysław Wojtkowiak, polski profesor nauk medycznych (zm. 2024)
- 22 grudnia – Corry Vreeken, holenderska szachistka (zm. 2025)
- 24 grudnia:
  - Adam Exner, kanadyjski duchowny katolicki (zm. 2023)
  - Michael Howard, brytyjski szpadzista
  - Adam Józefowicz, polski prawnik (zm. 2024)
  - Manfred Rommel, niemiecki polityk (zm. 2013)
- 26 grudnia:
  - Martin Cooper, amerykański naukowiec
  - Giosuè Ligios, włoski samorządowiec, polityk, senator i eurodeputowany (zm. 2021)
- 27 grudnia – Tadeusz Ulma, polski fizyk, polityk, senator RP (zm. 1996)
- 28 grudnia:
  - Vito Schlickmann, brazylijski duchowny katolicki (zm. 2023)
  - Ian Steel, szkocki kolarz (zm. 2015)
- 29 grudnia:
  - Bernard Cribbins, brytyjski aktor (zm. 2022)
  - Santiago Vernazza, argentyński piłkarz (zm. 2017)
- 30 grudnia – Bo Diddley, amerykański muzyk, śpiewak, skrzypek i gitarzysta (zm. 2008)
- 31 grudnia:
  - Sture Allén, szwedzki profesor lingwistyki komputerowej (zm. 2022)
  - Veijo Meri, fiński powieściopisarz, nowelista, poeta i eseista (zm. 2015)

data dzienna nieznana: 
- Rafael Pich-Aguilera, hiszpański inżynier, pionier edukacji rodzinnej, członek Opus Dei (zm. 2008)
- Janusz Orsik, polski lekarz pulmonolog i działacz społeczny (zm. 2024)

## Zmarli
- 6 stycznia – Alvin Kraenzlein, amerykański lekkoatleta (ur. 1876)
- 11 stycznia – Thomas Hardy, brytyjski pisarz i poeta (ur. 1840)
- 28 stycznia – Vicente Blasco Ibáñez, hiszpański pisarz (ur. 1867)
- 29 stycznia – Douglas Haig, generał brytyjski, później marszałek polny (ur. 1861)
- 30 stycznia – Johannes Fibiger, duński lekarz patolog, laureat Nagrody Nobla (ur. 1867)
- 1 lutego – Wincenty Stroka, polski poeta, poliglota, profesor gimnazjalny (ur. 1837)
- 4 lutego – Hendrik Antoon Lorentz, fizyk holenderski, laureat Nagrody Nobla (ur. 1853)
- 5 lutego – Jezus Méndez Montoya, meksykański duchowny katolicki, męczennik, święty (ur. 1880)
- 9 lutego – Ludwik Magańa Servín, meksykański męczennik, błogosławiony katolicki (ur. 1902)
- 10 lutego – Józef Sánchez del Río, meksykański męczennik, święty katolicki (ur. 1913)
- 15 lutego – Herbert Henry Asquith, polityk brytyjski, premier Wielkiej Brytanii (ur. 1852)
- 25 lutego – Turybiusz Romo González, meksykański duchowny katolicki, męczennik, święty (ur. 1900)
- 29 lutego – Ina Coolbrith, amerykańska poetka (ur. 1841)
- 5 marca – Lew Michajłow, radziecki działacz partyjny i państwowy (ur. 1872)
- 10 marca – Eliasz od Pomocy NMP Nieves Castillo, meksykański augustianin, męczennik, błogosławiony katolicki (ur. 1882)
- 18 marca – Paul van Ostaijen, belgijski poeta (ur. 1896)
- 21 marca – Michał Gómez Loza, meksykański adwokat, męczennik, błogosławiony katolicki (ur. 1888)
- 31 marca – Aleksander Pereświet-Sołtan, polski oficer (ur. 1896)
- 2 kwietnia – Theodore William Richards, amerykański chemik, laureat Nagrody Nobla (ur. 1868)
- 7 kwietnia – Aleksandr Bogdanow, rosyjski pisarz s-f i lekarz (ur. 1873)
- 9 kwietnia – Maciej Moraczewski, polski architekt i budowniczy (ur. 1840)
- 19 kwietnia – Ladislav Klíma, czeski pisarz i filozof (ur. 1878)
- 4 maja – Serafino Cimino, włoski arcybiskup, nuncjusz w Peru, franciszkanin (ur. 1873)
- 5 maja – Józef Rostafiński, botanik, profesor Uniwersytetu Jagiellońskiego (ur. 1850)
- 9 maja – Max Scheler, filozof niemiecki, przedstawiciel fenomenologii (ur. 1874)
- 16 maja – Edmund Gosse, angielski poeta (ur. 1849)
- 4 czerwca – Zhang Zuolin (chiń. 张作霖), chiński militarysta, przewodniczący rządu w Pekinie (ur. 1875)
- 8 czerwca – Jan Habryka, polski górnik, działacz narodowy i społeczny, uczestnik powstania styczniowego (ur. 1840)[3]
- 12 czerwca – Maurice Bloomfield, amerykański językoznawca, indolog i znawca sanskrytu (ur. 1855)
- 13 czerwca – Gertrude Woodcock Seibert, amerykańska poetka, autorka tekstów wielu pieśni Badaczy Pisma Świętego (ur. 1864)
- 14 czerwca – Emmeline Pankhurst, brytyjska sufrażystka (ur. 1858)
- 18 czerwca – Roald Amundsen zaginął bez wieści w trakcie polarnej ekspedycji ratunkowej (ur. 1872)
- 24 czerwca – John Horace Round, brytyjski historyk i genealog (ur. 1854)
- 1 lipca – Justyn Orona Madrigal, meksykański duchowny katolicki, męczennik, święty (ur. 1877)
- 4 lipca – Kazimierz Młodzianowski, polski artysta malarz i propagator sztuki, legionista (ur. 1880)
- 17 lipca – Álvaro Obregón, meksykański polityk, prezydent Meksyku (ur. 1880)
- 20 lipca – Jerzy Leporowski, poznański kupiec, taternik (ur. 1897)
- 21 lipca – Kostas Kariotakis, grecki poeta (ur. 1896)
- 8 sierpnia – Stjepan Radić, chorwacki polityk (ur. 1871)
- 12 sierpnia – Leoš Janáček, czeski kompozytor (ur. 1854)
- 14 sierpnia – Alfred Henschke, niemiecki dramaturg i poeta (ur. 1890)
- 16 sierpnia – Antonín Sova, czeski pisarz i poeta (ur. 1864)
- 19 sierpnia:
  - Jadwiga Honowska, polska taterniczka (ur. 1904)
  - Zofia Krókowska, polska taterniczka, harcmistrzyni (ur. 1903)
- 30 sierpnia – Wilhelm Wien, fizyk niemiecki, laureat Nagrody Nobla (ur. 1864)
- 13 września – Italo Svevo, włoski pisarz (ur. 1861)
- 24 września – Tokioki Nashiba, japoński admirał (ur. 1850)
- 1 października – Cecylia Eusepi, włoska tercjarka, błogosławiona katolicka (ur. 1910)
- 3 października – Ludomir Sawicki, polski geograf (ur. 1884)
- 5 października – Trankwilin Ubiarco Robles, meksykański duchowny katolicki, męczennik, święty (ur. 1899)
- 13 października – Maria Fiodorowna Romanowa, caryca Imperium Rosyjskiego (ur. 1847)
- 18 października – Tadeusz Rozwadowski, generał broni Wojska Polskiego (ur. 1866)
- 20 października:
  - Mary Ingalls, amerykańska pionierka (ur. 1865)
  - Józef Kotarbiński, polski pisarz, krytyk literacki, aktor, prezes ZASP (ur. 1849)
  - Jack Peddie, szkocki piłkarz (ur. 1876)
- 22 października – Andrew Fisher, australijski polityk, trzykrotny premier Australii (ur. 1862)
- 28 października – Wilhelm Forberger, spiskoniemiecki malarz i grafik, związany ze Spiszem i Tatrami (ur. 1848)
- 31 października – Antoni Suracki, sierżant Wojska Polskiego (ur. 1896)
- 21 listopada – Hermann Sudermann, niemiecki dramaturg i powieściopisarz naturalistyczny (ur. 1857)
- 28 listopada – Frank Friday Fletcher, amerykański admirał (ur. 1855)
- 2 grudnia – Stanisław Zdziarski, historyk literatury, slawista, folklorysta (ur. 1878)
- 15 grudnia – Karol Poznański, doktor chemii, syn Izraela Poznańskiego łódzkiego „króla bawełny” (ur. 1859)
- 16 grudnia – Elinor Wylie, amerykańska poetka i powieściopisarka (ur. 1885)
- 18 grudnia – Jean Dybowski, francuski agronom, botanik i podróżnik, pochodzenia polskiego (ur. 1856)
- 28 grudnia – Domenico Alaleona, kompozytor włoski (ur. 1881)
- 30 grudnia – Jean Collas, francuski rugbysta, medalista olimpijski (ur. 1874)
- data dzienna nieznana: 
  - Mordechaj Dawid Brandstaetter, żydowski pisarz tworzący w języku hebrajskim (ur. 1844)
  - Edmund Cięglewicz, dziennikarz krakowski, tłumacz autorów starożytnych (ur. 1862)
  - Adam Pełczyński, malarz polski (ur. 1865)

## Nagrody Nobla
- z fizyki – Owen Richardson
- z chemii – Adolf Windaus
- z medycyny – Charles Nicolle
- z literatury – Sigrid Undset
- nagroda pokojowa – nagrody nie przyznano

## Święta ruchome
- Tłusty czwartek: 16 lutego
- Ostatki: 21 lutego
- Popielec: 22 lutego
- Niedziela Palmowa: 1 kwietnia
- Pamiątka śmierci Jezusa Chrystusa: 4 kwietnia
- Wielki Czwartek: 5 kwietnia
- Wielki Piątek: 6 kwietnia
- Wielka Sobota: 7 kwietnia
- Wielkanoc: 8 kwietnia
- Poniedziałek Wielkanocny: 9 kwietnia
- Wniebowstąpienie Pańskie: 17 maja
- Zesłanie Ducha Świętego: 27 maja
- Boże Ciało: 7 czerwca